# Régiments d'infanterie français d'Ancien Régime (M)
Cet article présente la liste des régiments d'infanterie français d'Ancien Régime, commençant par la lettre M.

## M
- Régiment de Machieno 

Ce régiment espagnol passe le 1er février 1707 de la solde de l'Espagne à celle de France. Sous le commandement du colonel Machieno, il est engagé dans la guerre de Succession d'Espagne et sert dans l'armée de Flandre. Il prend le nom de régiment de Villesca en 1711 après avoir été donné au colonel N. de Villesca.
- Régiment de Magézy

Ce régiment est levé le 2 avril 1590, dans le cadre de la huitième guerre de Religion, par N. de Magézy. En 1590 le régiment participe au siège de Paris et est licencié la même année.
- Régiment de Maigneux

Le régiment est levé le 20 mars 1635 par N. marquis de Maigneux, dans le cadre de la guerre de Trente Ans. Affecté à l'armée de Picardie, il se trouve à la bataille d'Avein en 1635 puis au siège d'Aire en 1640. Il est licencié en 1641.
- Régiment de Maillac

Le régiment est levé le août 1625 par N. de Maillac dans le cadre de la répression de la deuxième rébellion huguenote. Il sert en Languedoc et est licencié en mai 1626 après la signature du traité de Paris.
- Régiment de Maillane

Ce régiment est levé le 6 mars 1636 par N. de Maillane, dans le cadre de la guerre de Trente Ans. Affecté à l'armée d'Italie, il combat à Buffalora (it) en 1636. Il est licencié le 22 juin 1636.
- Régiment de Maillé (1622-1623)

Le régiment est levé le 3 mars 1622 par N. baron de Maillé pour participer à la répression de la première rébellion huguenote. Il se trouve au blocus de La Rochelle puis il est licencié le 14 février 1623 après la paix de Montpellier.
- Régiment de Maillé (1705-1714)

C'est l'ancien régiment de Silly (1702-1705), qui prend le nom de « régiment de Maillé » en 1705 après avoir été donné à N. de Maillé. Engagé dans la guerre de Succession d'Espagne il demeure toujours dans les garnisons de Flandre. Il est licencié en 1714.
- Régiment de Mailly (1569-1570)

Ce régiment est levé le 21 janvier 1569, dans le cadre de la troisième guerre de Religion, par N. de Mailly. En 1569, il participe à la bataille de Moncontour et est licencié le 8 août 1570 à la paix de Saint-Germain-en-Laye.
- Régiment de Mailly (1704-1758)

C'est l'ancien régiment de Nettancourt, qui est renommé « régiment de Mailly » en 1704 et qui prend le nom de régiment de Bueil-Racan en 1708. Après avoir été renommé régiment de Bouzols en 1743 il reprend le nom de « régiment de Mailly » en 1745 puis devient le régiment de Talaru (1758-1761) en 1758.

Régiment de Mailly (1704-1758)
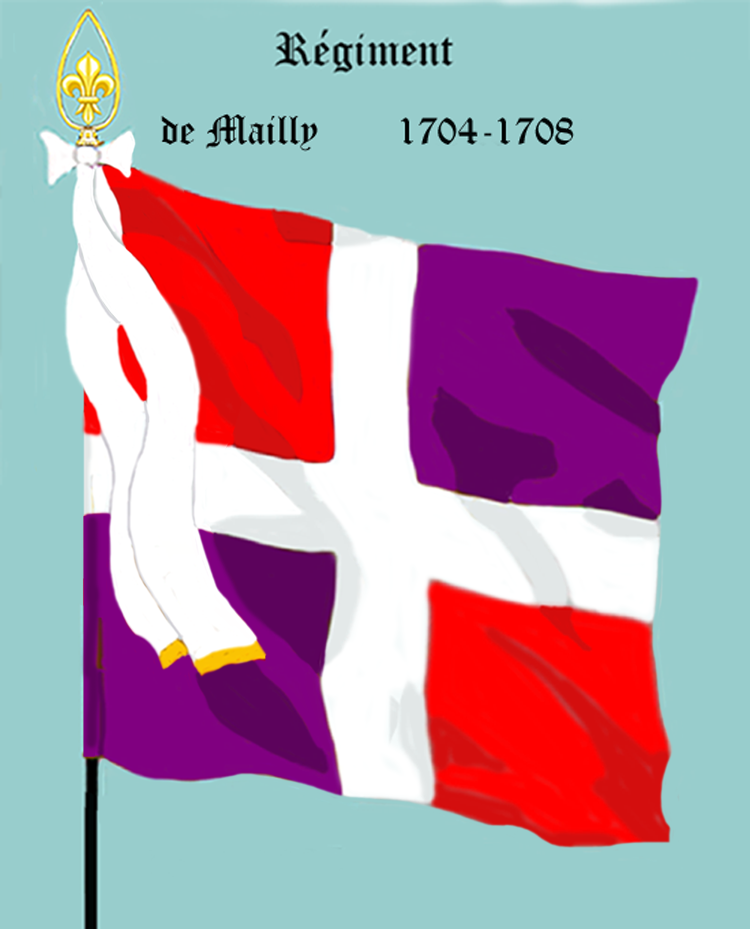
de 1704 à 1708
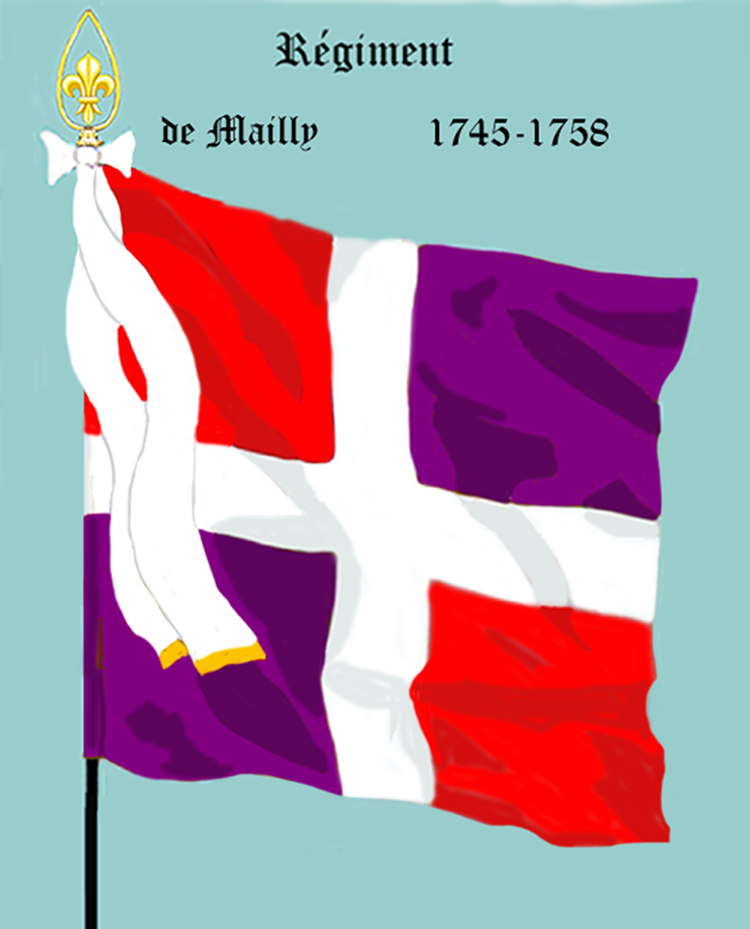
de 1745 à 1758

- Régiment de Mailly (1717-1735)

C'est l'ancien régiment de Montesquiou, qui est renommé « régiment de Mailly » en septembre 1717 après avoir été donné à Victor-Alexandre, marquis de Mailly. Dans le cadre de la guerre de Succession de Pologne, il est affecté à l'armée d'Allemagne, avec laquelle il participe au siège de Kehl en 1733, au siège de Philippsbourg en 1734, et à la bataille de Klausen en 1735. Il prend le nom de régiment de Biron (1735-1745) après avoir été donné le 7 mars 1735 à Charles-Antoine de Gontaut, marquis de Biron.

Régiment de Mailly (1717-1735)
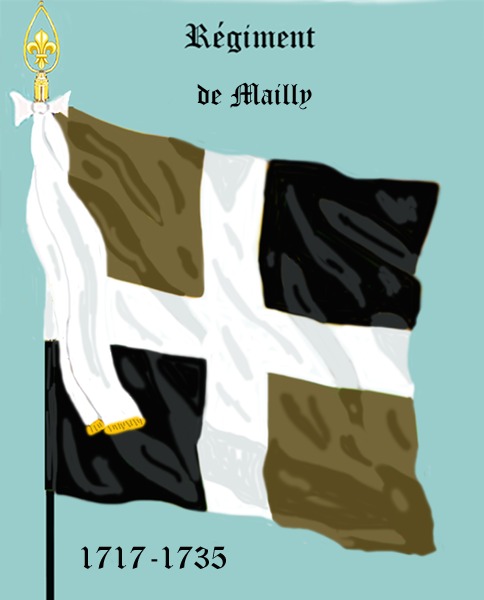
de 1717 à 1735

- Régiment de Maine (1675-1736) également appelé régiment du duc du Maine

C'est l'ancien régiment de Turenne, qui, après avoir été donné à Louis Auguste de Bourbon, duc de Maine, est renommé « régiment de Maine » également appelé « régiment du duc de Maine » en 1675 et qui prend le titre de régiment d'Eu en 1736. Il reçoit l'incorporation du régiment des Fusiliers de Ximenez.

Régiment de Maine (1675-1736)
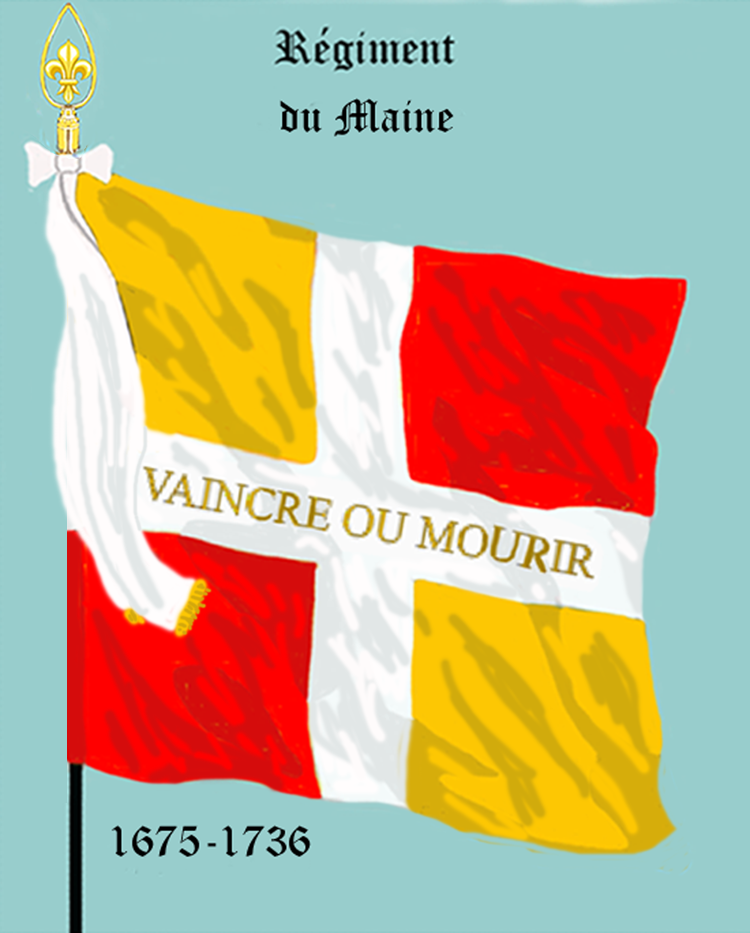
de 1675 à 1736

- Régiment de Maine

Le régiment de Maine est formé sous ce titre, par ordonnance royale du 26 avril 1775, avec les 2e et 4e bataillons du régiment de Lyonnais. Par ordonnance du 30 janvier 1778, une compagnie du régiment forme le régiment des grenadiers royaux de la Touraine. Le « régiment de Maine » est devenu depuis la Révolution le 28e régiment d'infanterie de ligne.
.

Régiment de Maine
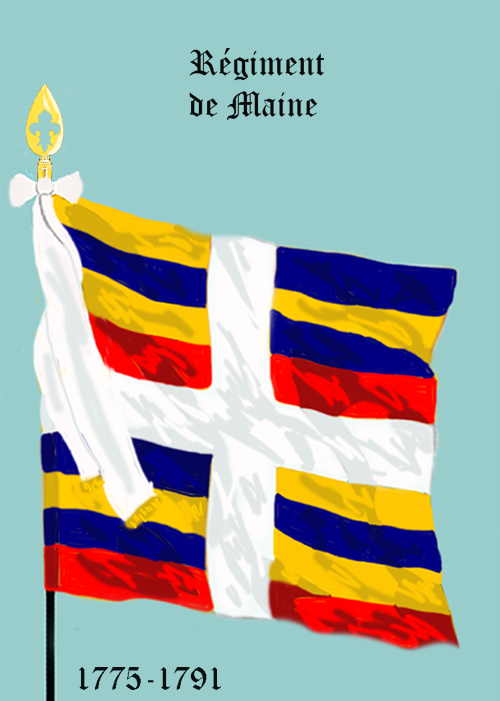
de 1775 à 1791

- Régiment de Maisoncelles

Ce régiment est levé le 15 décembre 1695 par Guillaume Texier de Maisoncelles. Engagé dans la guerre de la Ligue d'Augsbourg, il sert en Italie et en Flandre. Il est réformé le 18 novembre 1698.
- Régiment de Maisonneuve

Le régiment est levé le 7 juillet 1621 par N. de Maisonneuve, dans le cadre de la guerre de Quatre-Vingts Ans. Le régiment passe au service de la Hollande puis le mestre de camp est remplacé en 1644 par N. Douchans dont il prend le nom. Il reprend le nom de « régiment de Maisonneuve » après avoir été rendu en septembre 1650, à N. de Maisonneuve puis il devient le régiment de Revel après avoir été donné le 26 mai 1654, à Charles-Amédée de Broglio, comte de Revel. Frédéric-Maurice de La Tour d'Auvergne, duc de Bouillon, frère ainé de Turenne, est enseigne dans ce régiment.
- Régiment de Maisonthiers où régiment de Maisontiers

Le régiment est levé le 3 septembre 1702 par Charles de Tussaut de Maisonthiers. Engagé dans la guerre de Succession d'Espagne, il sert dans les garnisons d'Alsace et dans les lignes de la Lauter. Il est incorporé le 21 janvier 1714 dans le régiment de Navarre.
- Régiment de Maleyssie

Ce régiment est levé 9 février 1640 par Henri de Tardieu, marquis de Maleyssie, pour tenir garnison à Pignerol. Il est licencié en 1651.
- Régiment de Mancini (1650-1654)

Le régiment est levé en 1650, par N. de Mancini. Il participe à la bataille de Rethel en 1650 et au siège de Stenay en 1654 et il est licencié après la campagne.
- Régiment de Mancini (1708-1709)

C'est l'ancien régiment de La Feuillade (1704-1708)), qui est renommé « régiment de Mancini » après été donné en février 1708 à N. de Mancini. Engagé dans la guerre de Succession d'Espagne il prend le nom de régiment de Chastes le 16 mai 1709 à Louis de Clermont-Tonnerre, marquis de Chastes.
- Régiment de Manicamp

Ce régiment est levé 29 avril 1625 par Achille de Longueval, comte de Manicamp dans le cadre de la guerre de Trente Ans. Il sert en Lorraine puis est réformé en mai 1626. Il prend le nom de régiment de Longueval le 27 mars 1630 lorsqu'il est rétabli par Charles de Longueval.
- Régiment de Mantes

C'est un régiment provincial qui est créé par ordonnance du 4 août 1771, en remplacement des milices provinciales. Ce régiment est formé des bataillons de Mantes et de Corbeil sous le commandement du comte du Puget. Le régiment est supprimé par ordonnance du 15 décembre 1775 qui fait disparaître les troupes provinciales.
- Régiment de Manuel 

C'est l'ancien régiment d'Erlach (1672-1694), qui est renommé « régiment de Manuel » en 1694 et qui prend le nom de régiment de Villars-Chandieu le 17 janvier 1701

Régiment de Manuel
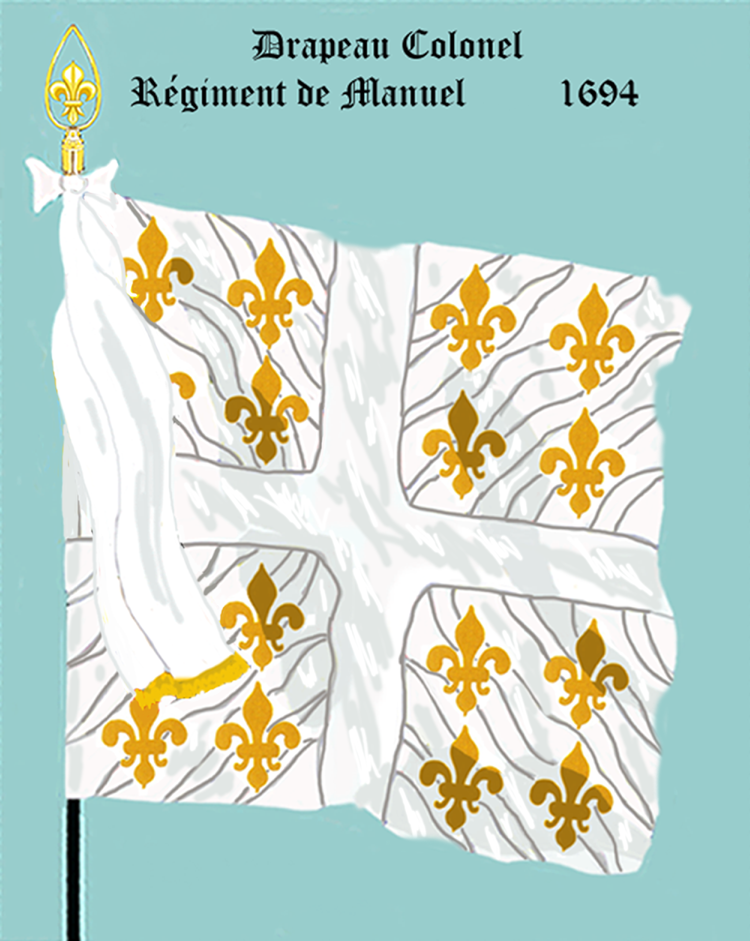
de 1694 à 1701
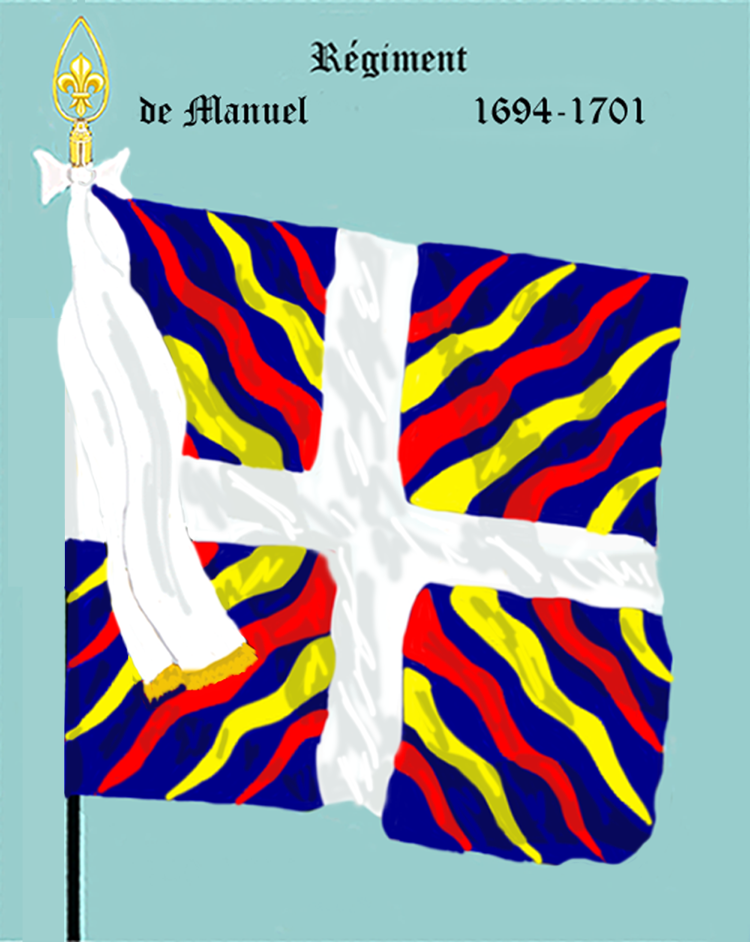
de 1694 à 1701

- Régiment de Marchin 

C'est l'ancien régiment liégeois de La Rochette, qui est prend le nom de « régiment de Marchin » en 1639 après avoir été donné à Jean Gaspard Ferdinand, comte de Marchin. Réformé le 16 août 1640, il est rétabli le 30 janvier 1644. Affecté à l'armée d'Allemagne, il se trouve cette année là à la bataille de Fribourg puis à la bataille de Nordlingen en 1645. En 1646, il rejoint l'armée de Picardie et participe aux prises de Furnes et de Dunkerque. Il part pour l'armée de Catalogne en 1647 avec laquelle il participe au siège de Lérida puis à la siège de Tortose en 1648 et à la défense de Barcelone en 1649. Il prend le nom de régiment de Launay-Gringenières après avoir été donné le 18 mai 1650 à Philippe de Launay-Gringenières, le régiment est rendu à Jean Gaspard Ferdinand, comte de Marchin en 1653 avec qui il sert en Guyenne. Il est licencié en 1654.
- Régiment de Marcilly (1695-1698)

C'est l'ancien régiment de Dumoulin, qui est renommé « régiment de Marcilly » en 1695 après avoir été donné à N. de Marcilly. Il est licencié le 30 décembre 1698.
- Régiment de Marcilly (1695-1698)

Ce régiment est levé le 4 novembre 1695 par Achille Poulet (où Paulet), marquis de Marcilly. Engagé dans la guerre de la Ligue d'Augsbourg, il est réformé le 30 décembre 1698, après le traité de Ryswick.
- Régiment de Marcilly (1702-1710)

Ce régiment est levé le 25 juillet 1702 par Achille Poulet (où Paulet), marquis de Marcilly. Engagé dans la guerre de Succession d'Espagne, il fait la campagne de 1703 dans les Cévennes, rejoint l'armée des Alpes en 1704 et se trouve au siège d'Annecy en 1704, au siège de Chivasso et à la bataille de Cassano en 1705, au siège de Turin en 1706, à la défense de Toulon en 1707 puis il rejoint l'armée de Dauphiné jusqu'en 1709, et l'armée de Flandre en 1710. Il prend le nom de régiment de Bellisle après avoir été donné le 28 octobre 1710 à François Perron de Bellisle.
- Régiment de Marcoussay

Ce régiment est levé en 1620, pour servir sur la frontière d'Allemagne.
- Régiment du Maréchal d'Ancre

C'est l'ancien régiment de Boniface, qui est renommé « régiment du Maréchal d'Ancre » le 16 août 1616 après avoir été donné à Concino Concini, maréchal d'Ancre et qui prend le titre de régiment de Normandie le 25 avril 1617 après l'assassinat du Maréchal d'Ancre.
- Régiment du Maréchal de Noailles

Le régiment est levé le 3 février 1706 par Anne-Jules, maréchal de Noailles. Engagé dans la guerre de Succession d'Espagne, il sert en Roussillon et Dauphiné. Il prend le nom de régiment de Bouhyer après avoir été donné le 26 février 1709 à Bénigne de Bouhyer.
- Régiment du Maréchal de Turenne

C'est l'ancien régiment de Nivernais, qui est renommé « régiment du Maréchal de Turenne » le 22 octobre 1778. Par ordonnance du 30 janvier 1778, une compagnie du régiment forme le régiment des grenadiers royaux de l'Orléanais (1778-1789). Le « régiment du Maréchal de Turenne » est devenu depuis la Révolution le 37e régiment d'infanterie de ligne.
.

Régiment du Maréchal de Turenne
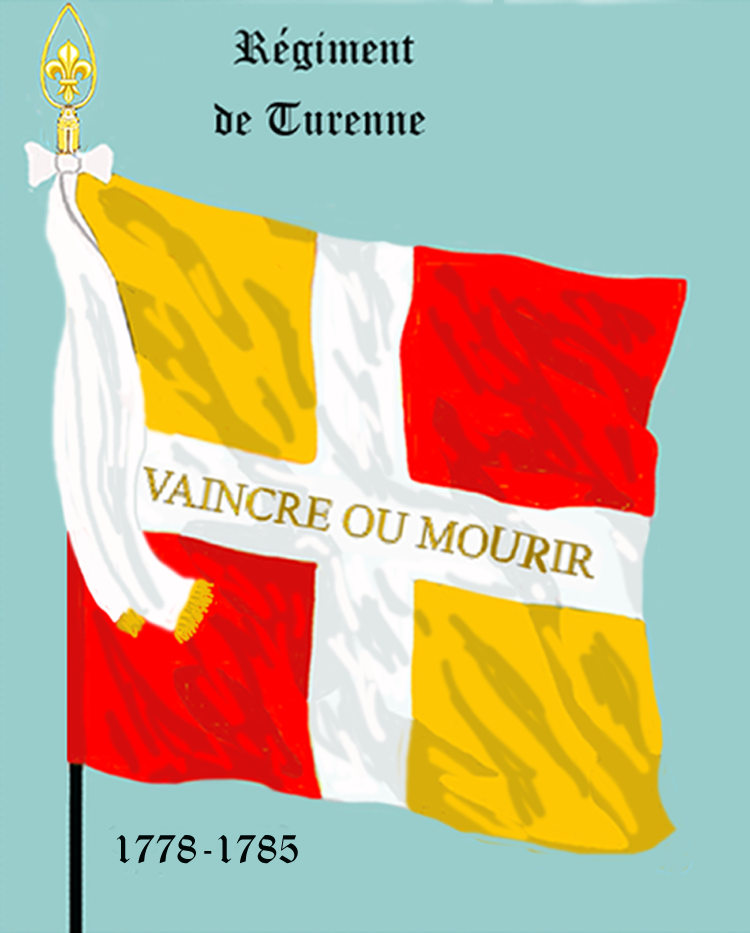
de 1778 à 1785
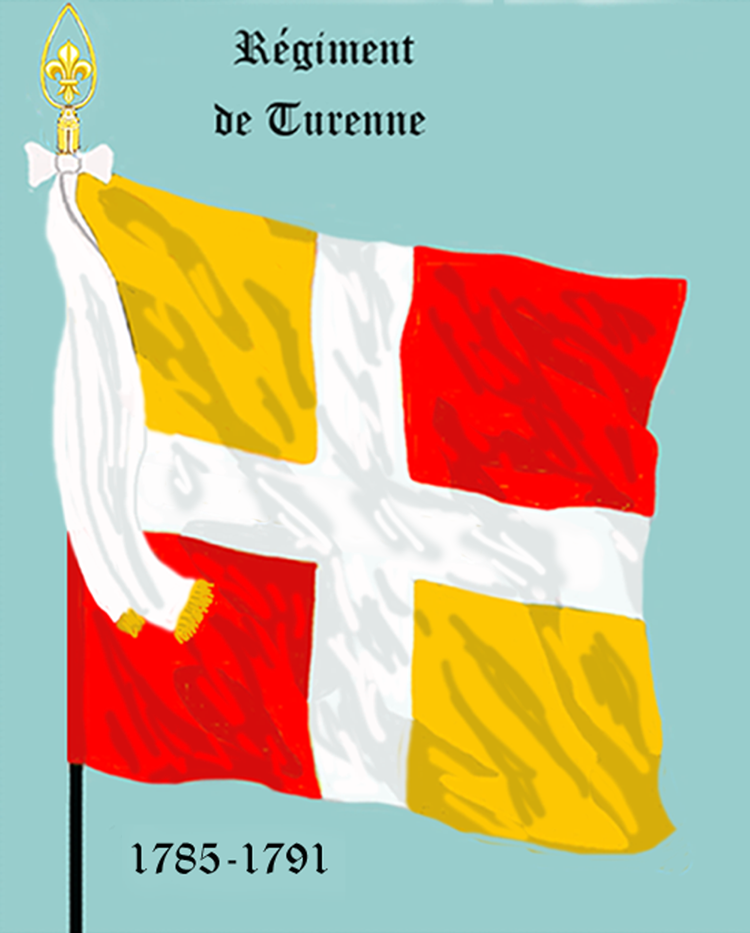
de 1785 à 1791

- Régiment de Marey

Ce régiment est levé le 24 janvier 1649 par Guillaume Rouxel de Médavy, comte de Marey. Devenu un régiment frondeur il est licencié le 20 janvier 1650.
- Régiment de Margraf 

Ce régiment allemand est levé le 29 juillet 1645. Il prend le nom de régiment de Raukoupk après avoir été donné à N. de Raukoupk en 1646. il est licencié le 24 octobre 1648.
- Régiment de Marignane,

Le régiment est levé le 14 janvier 1702 par Paul Covet, comte de Marignane. Engagé dans la guerre de Succession d'Espagne, il est affecté à l'armée d'Italie, et participe au siège de Verrue en 1704 et 1705. Il prend le nom de régiment de Serville en 1703 après avoir été donné à Guillaume de Massol de Serville.
- Régiment de Marillac (1625-1628)

Le régiment est levé le 29 avril 1625 par Louis marquis de Marillac. Il sert dans les Trois-Évêchés puis il est réformé en mai 1626. Rétabli le 11 août 1627, il participe dans le cadre de la répression de la troisième rébellion huguenote au siége de la Rochelle et il est licencié en novembre 1628 après la capitulation de la cité protestante.
- Régiment de Marillac (1695-1696)

Ce régiment est levé le 9 décembre 1695 par Jean-François, marquis de Marillac. Il prend le nom de régiment de Villemort le 28 avril 1696 après avoir été donné à Robert de Bouëx de Villemort.
- Régiment de Marimont 

Ce régiment wallon passe le 1er février 1707 de la solde de l'Espagne à celle de France. Sous le commandement du colonel N. de Marimont, il est engagé dans la guerre de Succession d'Espagne il sert dans l'armée de Flandre. Il prend le nom de régiment de Bouré après avoir été donné en 1710 à N. de Bouré.
- Régiment de Marins

Le régiment est levé le 19 avril 1655 par N. de Marins dans le cadre de la guerre franco-espagnole. Affecté à l'armée de Catalogne, il est licencié la même année.
- Régiment de Marivel

Ce régiment est levé le 6 mars 1636 par N. de Marivel, dans le cadre de la guerre de Trente Ans. Il sert en Valteline, puis en Italie, et il est licencié en 1637.
- Régiment de Marloup de Charnailles

C'est l'ancien régiment de Guittaud, qui est renommé « régiment de Marloup de Charnailles » le 25 août 1706 après avoir été donné à Louis-Guillaume-Victor, comte de Marloup de Charnailles. Engagé dans la guerre de Succession d'Espagne, il se trouve dans les lignes de la Lauter jusqu'à la paix. Il est incorporé le 17 janvier 1714 dans le régiment de Poitou.
- Régiment de Marmande

C'est un régiment provincial qui est créé par ordonnance du 4 août 1771, en remplacement des milices provinciales. Ce régiment est formé des bataillons de Marmande et de Libourne sous le commandement d'Henri Bernard marquis d'Espagne. Le régiment est supprimé par ordonnance du 15 décembre 1775 qui fait disparaître les troupes provinciales.
- Régiment de Marolles (1597-1598)

Ce régiment est levé le 16 août 1597, dans le cadre la huitième guerre de Religion, par Antoine de Lenoncourt de Marolles. Il est licencié 6 mai 1598 après la paix de Vervins
- Régiment de Marolles (1636-1652)

Ce régiment est levé le 6 mars 1636 par Joachim de Lénoncourt, marquis de Marolles,, dans le cadre de la guerre de Trente Ans. Affecté à l'armée d'Italie, il combat à Buffalora (it) en 1636. Réformé en 1637, il est rétabli le 20 janvier 1639 pour la garde de la duchesse de Savoie, Christine et de son fils, Charles-Emmanuel puis il est réformé du service de Savoie le 21 janvier 1644. Retourné au service du Roi de France, il est mis en garnison à Thionville. Ayant suivi le parti lorrain pendant La Fronde, il est cassé en 1650 et rétabli la même année. Le mestre de camp est tué en février 1652 et son régiment est licencié la même année.
- Régiment de Marsan

C'est l'ancien régiment de Pons (1718-1735), qui est renommé « régiment de Marsan » en 1735 et qui prend le nom de régiment de Bouzols en 1743.

Régiment de Marsan
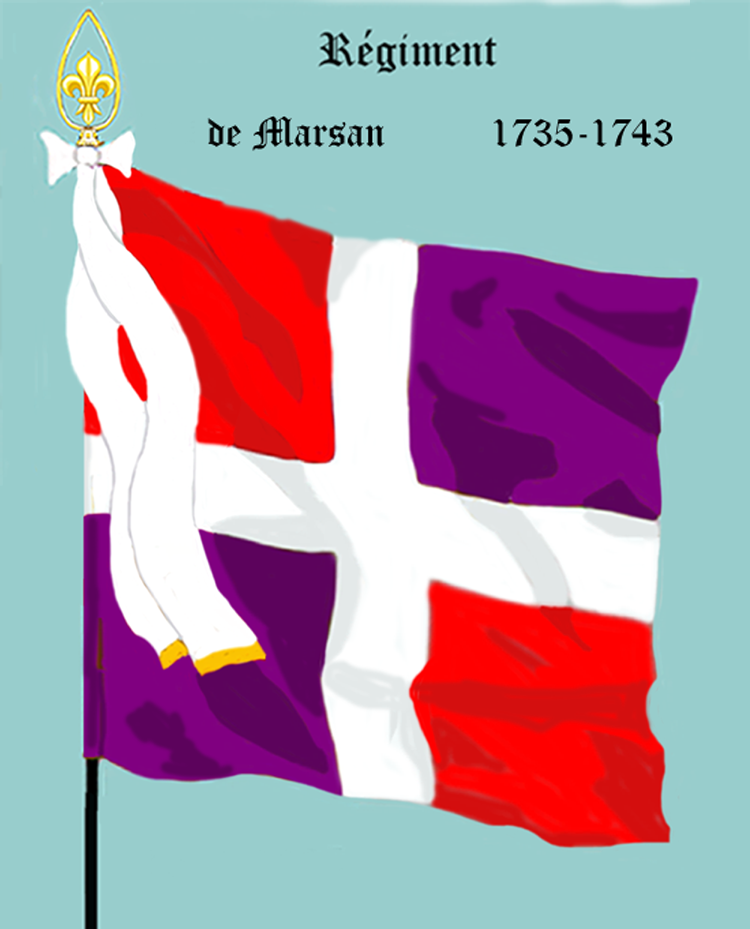
de 1735 à 1743

- Régiment de Marseille

Ce régiment est créé le 18 février 1772, pour le service de la flotte et des ports, et formé de deux bataillons, chacun de neuf compagnies, dont une de bombardiers, une de canonniers et sept de fusiliers. Le 26 décembre 1774, le régiment est fondu avec les régiments de Bordeaux (1772-1774), de Bayonne, de Toulon, de Rochefort (1772-1774), de Brest, de Saint-Malo et du Havre pour former le régiment d'infanterie du Corps Royal de La Marine. Le régiment avait habit bleu de roi, doublure, veste et culotte blanches, poches en travers garnies de trois boutons, manches en botte avec trois boutons; boutons blancs, galon jaune au chapeau, collet du parement et du revers, blanc.
- régiment de Marsillac (1629-1631)

C'est l'ancien régiment d'Estissac, qui est renommé « régiment de Marsillac » en 1629 et qui prend le nom de régiment de Leuville en 1631.
- Régiment de Marsillac (1649-1650)

Ce régiment est levé le 10 février 1649 par François de La Rochefoucauld, prince de Marsillac. Devenu un régiment frondeur il est licencié le 20 janvier 1650.
- Régiment de Martel

Ce régiment est levé le 14 mai 1702 par N. de Martel. Engagé dans la guerre de Succession d'Espagne il sert dans les garnisons de la Moselle et dans les lignes de la Lauter. Il prend le nom de régiment de Laubanie après avoir été donné le 3 mai 1710 à N. Rousseau de Laubanie.
- Régiment de Martigues (1568-1570)

C'est un régiment, formé en Bretagne en septembre 1568, dans le cadre de la troisième guerre de Religion, par Sébastien de Luxembourg-Penthièvre, baron de Martigues. En 1568, il se trouve dans divers combats entre Angers et Saumur et en 1569, il est aux batailles et sièges de Jarnac, de Cognac et de Moncontour. Il est licencié le 8 août 1570 à la paix de Saint-Germain-en-Laye.
- Régiment de Martigues (1622-1623)

Le régiment est levé le 3 mars 1622 par N. de Vendôme prince de Martigues pour participer à la répression de la première rébellion huguenote. Il fait le siège de Briatexte puis il est licencié le 14 février 1623 après la paix de Montpellier.
- Régiment de Martinenga 

Ce régiment italien est levé, le 30 juin 1575, par N. de Martinenga, dans le cadre de la cinquième guerre de Religion. En 1576, il se trouve aux sièges de Montpellier et de Montauban. En 1577, il participe aux sièges de La Charité-sur-Loire et d'Issoire. Il est licencié en 1577. Son mestre de camp, N. de Martinenga, avait été tué à l'assaut de La Charité-sur-Loire.
- Régiment de la Martinique

Ce régiment est formé sous ce titre le 18 août 1772, pour le service des Petites Antilles, avec des détachements des régiments de Bouillon, de Périgord, de Médoc, de Limousin et Royal-Vaisseaux, qui avaient chacun en 1772 chacun un bataillon aux Antilles. Le 20 mai 1785 des détachements du « régiment de la Martinique » et des régiments de la Guadeloupe et de l'Île-de-France forment le bataillon de la Guyane. Le « régiment de la Martinique » est devenu sous la Révolution le 109e régiment d'infanterie de ligne.
- Régiment de Masbrun

Le régiment est formé, par ordre du 28 septembre 1567 dans le cadre de la deuxième guerre de Religion, en Saintonge, par N. de Masbrun. En garnison à Saintes jusqu'en 1570, il est licencié le 8 août 1570 après la paix de Saint-Germain-en-Laye. Rétablit le 1er mars 1574 pour la cinquième guerre de Religion, il participe au siège de Monflanquin et est licencié en 1576.
- Régiment de Masselin

C'est l'ancien régiment de Montmorency-La Neuville, qui est renommé « régiment de Masselin » après avoir été donné le 10 octobre 1706 à Jean-Claude de Masselin. Engagé dans la guerre de Succession d'Espagne, il participe à la défense de Toulon en 1707 puis rejoint l'armée de Dauphiné jusqu'en 1713 et l'Espagne ou il assiste au siège de Barcelone en 1714. Il est incorporé le 30 juillet 1715 dans le régiment de Tallard (1707-1739).
- Régiment des Matelots Étrangers de Dunkerque

Le régiment est formé le 1er février 1760 avec les matelots prisonniers de guerre du dépôt de Dunkerque. Engagé dans la guerre de Sept Ans, il est licencié le 19 mars 1763. Ce corps avait trois drapeaux : ceux d'ordonnance étaient partagés, dans chaque carré, en sept bandes horizontales, quatre bleues et trois blanches, traversées d'une bande blanche, avec les armes du roi au centre et la devise : Fidelitate et animo. L'uniforme était bleu et rouge.
- Régiment de Matha (1592-1592)

Ce régiment est levé le 1er janvier 1592 dans le cadre la huitième guerre de Religion, par N. de Bourdeilles, baron de Matha. Il sert en Guyenne et est licencié la même année.
- Régiment de Matha (1710-1714)

C'est l'ancien régiment de La Fons, qui prend le nom de « régiment de Matha » en 1710 après avoir été donné à N. de Bourdeilles, comte de Matha. Engagé dans la guerre de Succession d'Espagne, il est réformé en 1714.
- Régiment de Matignon

C'est l'ancien régiment de Gacé, qui est rétabli sous le nom de « régiment de Matignon » le 1er juillet 1643 par le mestre de camp, qui avait pris ce titre. Celui-ci céda le régiment à son fils le 30 juillet de la même année. Il est licencié le 2 octobre 1648.
- Régiment de Maugiron (1567-1570)

Le régiment est formé, par ordre du 28 septembre 1567 dans le cadre de la deuxième guerre de Religion, par François de Maugiron. Après le siège de Mâcon, en 1567, il passe en Champagne en janvier 1568 et poursuit les reîtres et les lansquenets jusqu'en Alsace. Il est licencié le 8 août 1570 après la paix de Saint-Germain-en-Laye.
- Régiment de Maugiron (1630-1639)

Le régiment est levé le 27 mars 1630, par Claude, comte de Maugiron. Il sert en Provence et est réformé le 11 janvier 1631. Rétabli le 5 août 1637, par François, chevalier de Maugiron il est affecté à l'armée d'Italie et participe au siège de Brema en 1638 et au combat de La Route (La Rotta), en Piémont, près de Carmagnole en 1639. Donné à Aymard de Poisieux du Passage le 1er juillet 1639, il prend le nom de régiment du Passage.
- Régiment de Maugiron (1633-1635)

C'est l'ancien régiment de Leuville, qui est renommé « régiment de Maugiron » en 1633 et qui prend le nom de régiment d'Auvergne en 1635.
- Régiment de Maugiron (1652-1652)

Le régiment est levé le 6 mars 1652 par François, chevalier de Maugiron. Il est licencié la même année.
- Régiment de Maulevrier

C'est l'ancien régiment de Blainville, qui est renommé « régiment de Maulevrier » le 10 juillet 1690 et qui prend le nom de |régiment de Le Normand du Fort en février 1706.
- Régiment de Maulmont

C'est l'ancien régiment de Permangle (1702-1708), qui est renommé « régiment de Maulmont » après avoir été donné le 12 novembre 1708 à N. de Maulmont. Engagé dans la guerre de Succession d'Espagne, il est licencié en 1714 après la paix.
- Régiment de Maulny (1596-1596)

Ce régiment est levé le 22 janvier 1596, dans le cadre de la huitième guerre de Religion par N. de Maulny. Il sert pour la réduction de Marseille puis il est licencié la même année.
- Régiment de Maulny (1615-1619)

Ce régiment est levé le 15 août 1615, par N. marquis de Maulny. Réformé le 6 mai 1616, il est rétabli le 26 février 1619 sous le nom de Gardes de la Reine-Mère.
- Régiment de May (1702-1715) 

C'est l'ancien régiment de Salis-Jeune, qui est renommé « régiment de May » le 23 janvier 1702 après avoir été donné à Johann-Rudolf von May. Il participe à la guerre de Succession d'Espagne puis il prend le nom de régiment du Buisson le 28 mai 1715 après avoir été donné à Ami du Buisson.

Régiment de May
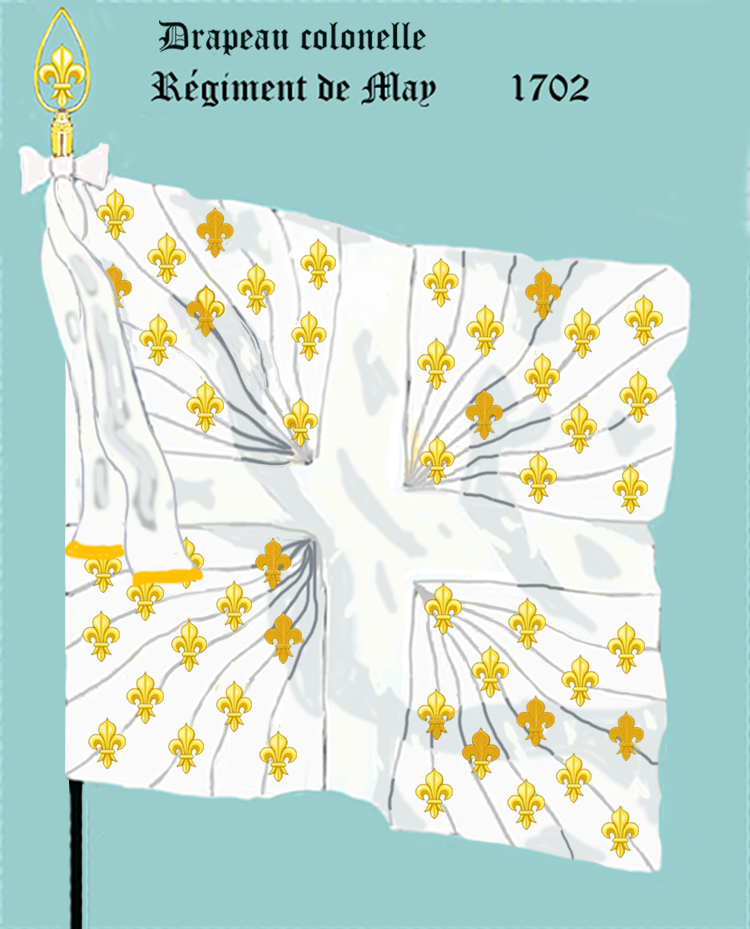
drapeau colonel de 1702 à 1715
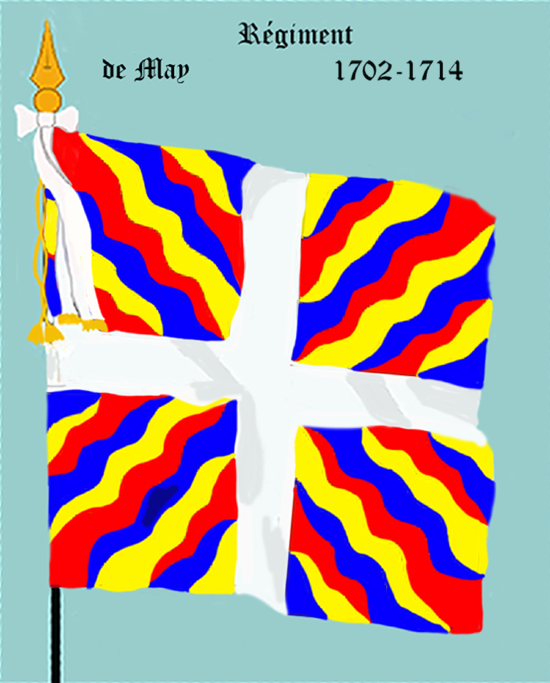
de 1702 à 1715

- Régiment de May (1728-1739) 

C'est l'ancien régiment de Villars-Chandieu, qui est renommé « régiment de May » le 9 mai 1728 et qui prend le nom de régiment de Bettens le 15 août 1739.

Régiment de May (1728-1739)
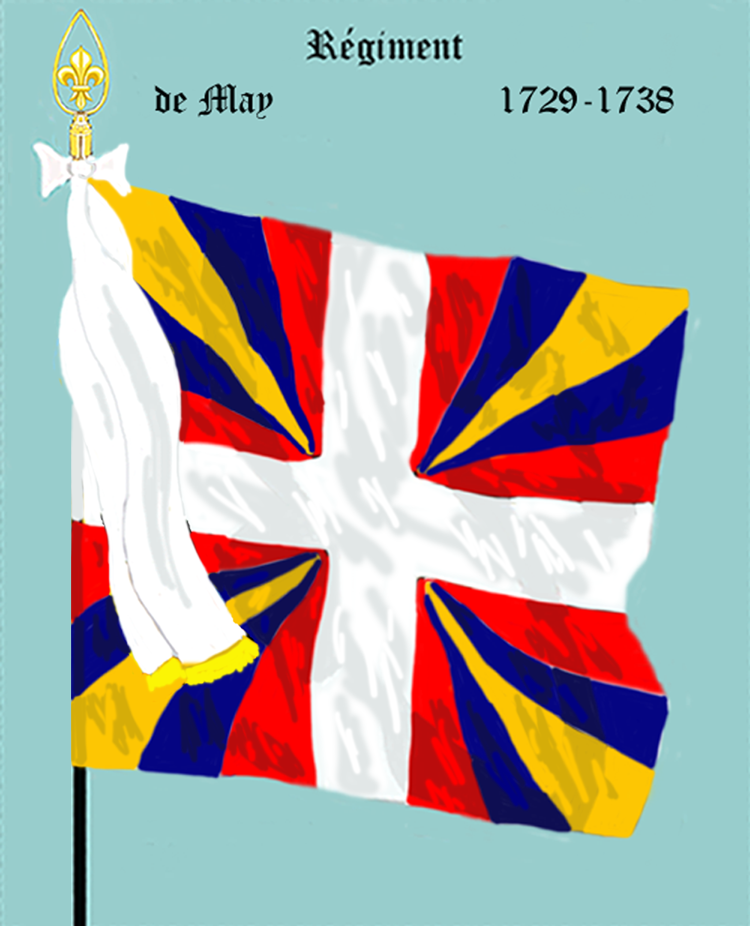
de 1728 à 1739

Régiment de Mazarin
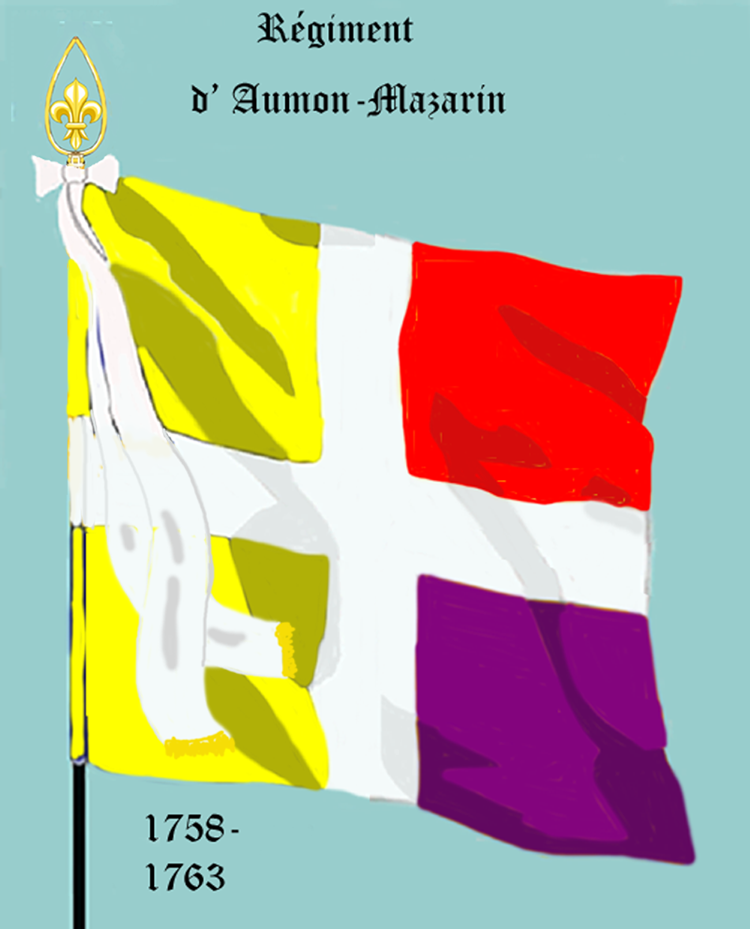
de 1758 à 1763

C'est l'ancien régiment de Talaru (1745-1758), qui est renommé « régiment de Mazarin » le 15 janvier 1758 et qui prend le titre de régiment de Beauce le 10 décembre 1762.
- Régiment de Mazarin
- de 1758 à 1763

- Régiment de Mazarin-Catalan

Le régiment est levé le 25 mai 1657 par Joseph, baron de Caramany. Il prend le titre de régiment Royal-Catalan le 13 mars 1661.

Régiment de Mazarin-Catalan
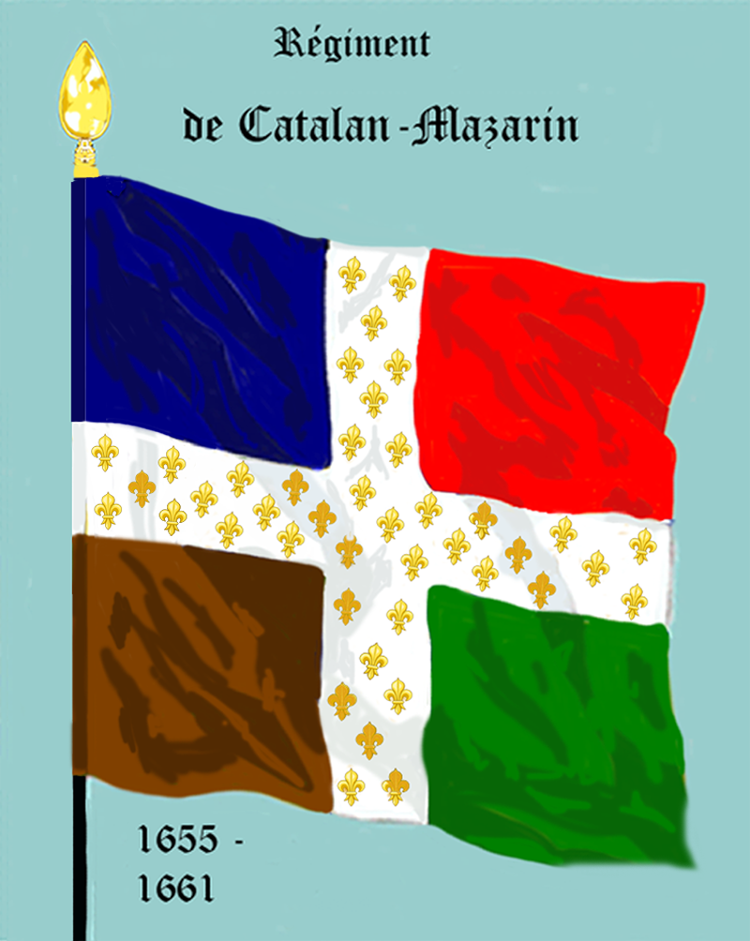
de 1655 à 1661

- Régiment de Mazarin-Français (1644-1651)

Ce régiment est levé le 4 février 1644 par le cardinal Mazarin avec le régiment de Kaërgrey comme noyau principal. Il prend le titre de régiment de Bretagne en 1651.

Régiment de Mazarin-Français (1654-1661)
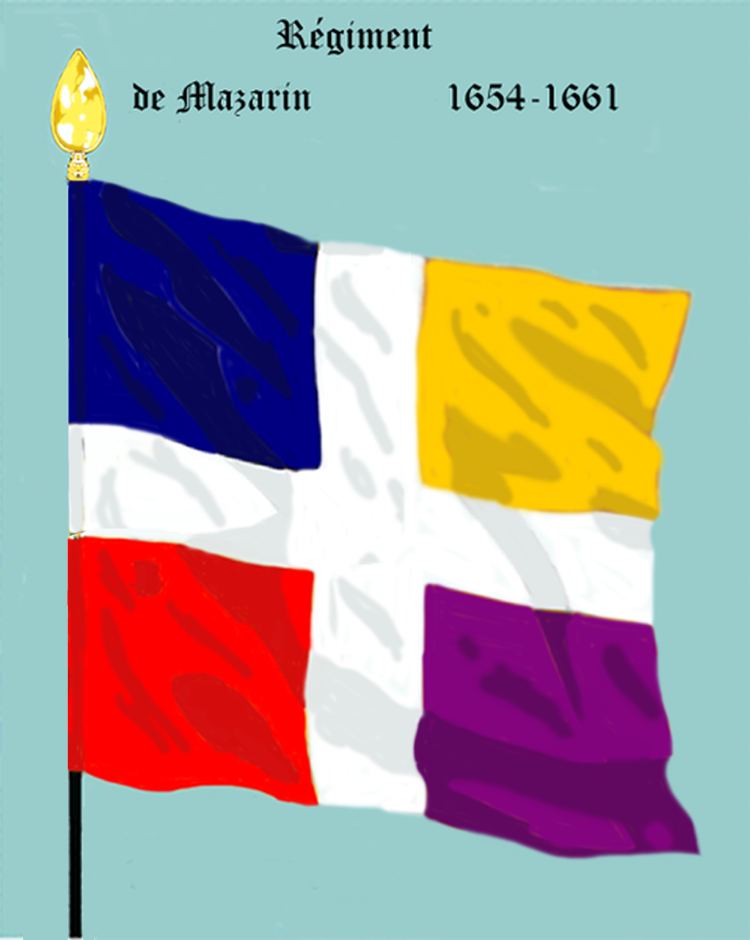
de 1654 à 1661

Ce régiment est levé le 21 octobre 1654 pour le cardinal Mazarin. Il prend le titre de régiment de La Fère en 1661 après la mort du cardinal Mazarin.
- Régiment de Mazarin-Français (1654-1661)
- de 1654 à 1661

- Régiment de Mazarin-Français (1659-1661)

C'est l'ancien régiment d'Huxelles, qui, après avoir été pris par le cardinal de Mazarin, le 11 février 1659 en raison de valeur au combat, prend le nom de « régiment de Mazarin-Français » puis est renommé régiment de La Reine le 12 mars 1661. Le 11 février 1659 il reçoit l'incorporation du régiment de Riberpré.

Régiment de Mazarin-Italien (1642-1651)
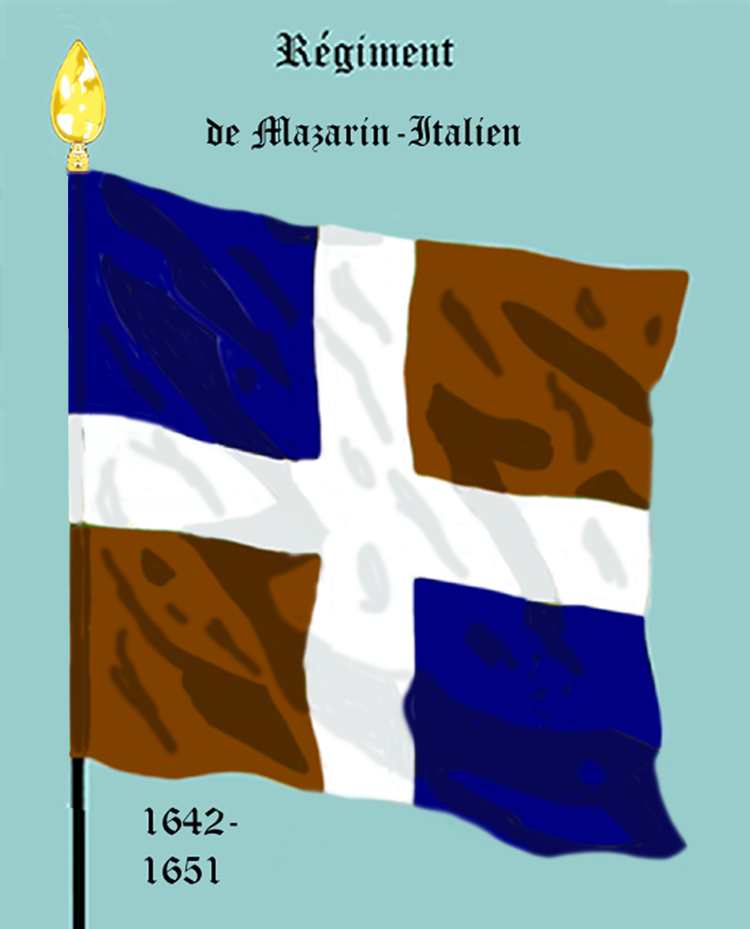
de 1642 à 1651

Il est levé en février 1642 pour le cardinal Mazarin par le comte César degli Oddi. Il prend le titre de régiment d'Anjou-Étranger en 1651.
- Régiment de Mazarin-Italien (1642-1651)
- de 1642 à 1651

- Régiment de Mazarin-Italien (1652-1661) 

C'est l'ancien régiment Royal-Italien, qui prend le nom de « régiment de Mazarin-Italien » en 1652. Il participe au siège de Montmédy en 1657 et il est licencié le 13 mars 1661.
- Régiment de Mazarin-Polonais 

C'est l'ancien régiment Priemski, qui prend le nom de « régiment de Mazarin-Polonais » le 22 février 1649 après que le cardinal Mazarin se soit adjugé le régiment. Sous le commandement du colonel-lieutenant Charles Joachim Rüdiger, chevalier de Goltz, il participe au blocus de Paris, aux sièges de Cambrai et de Condé en 1649, au secours de Guise, au siège et bataille de Rethel en 1650. Après le départ du cardinal Mazarin, le 15 février 1651, il prend le nom de régiment de Goltz il est donné, à son colonel-lieutenant Charles Joachim Rüdiger, chevalier de Goltz. La charge de colonel-général de l'infanterie polonaise, créée le 14 avril 1648 et supprimée en 1654, a été occupée par Jean Wladislas, prince Radziwill.
- Régiment de Mazancourt

C'est l'ancien régiment de Courval, qui, après avoir été donné par Louis, vicomte de Mazancourt, prend le nom de « régiment de Mazancourt ». Affecté à l'armée de Guyenne, il participe au siège de Castillon durant lequel le mestre de camp est tué. Remplacé le 6 mai 1652 par Charles de Monchy, marquis d'Hocquincourt, il prend le nom de régiment d'Hocquincourt (1652-1659).
- Régiment de Mazon

Le régiment est levé en 1650, par N. de Mazon. Il sert dans l'armée de Champagne et est licencié après la campagne.
- Régiment de Médoc

C'est l'ancien régiment de Jarzé (1685-1691), qui prend le titre de « régiment de Médoc » le 22 mai 1691. Le 10 février 1749 il reçoit l'incorporation du régiment de Dauphiné (1684-1749). Un bataillon du régiment qui se trouvait aux Antilles est amalgamé, le 18 août 1772, avec des détachements des régiments de Bouillon, de Périgord, de Limousin et Royal-Vaisseaux pour former les régiments de la Martinique et de la Guadeloupe. Par ordonnance du 30 janvier 1778, la compagnie de grenadiers du bataillon de garnison du régiment forme le régiment des grenadiers royaux de la Guyenne. Le « régiment de Médoc » est devenu depuis la Révolution le 70e régiment d'infanterie de ligne.
.

Régiment de Médoc
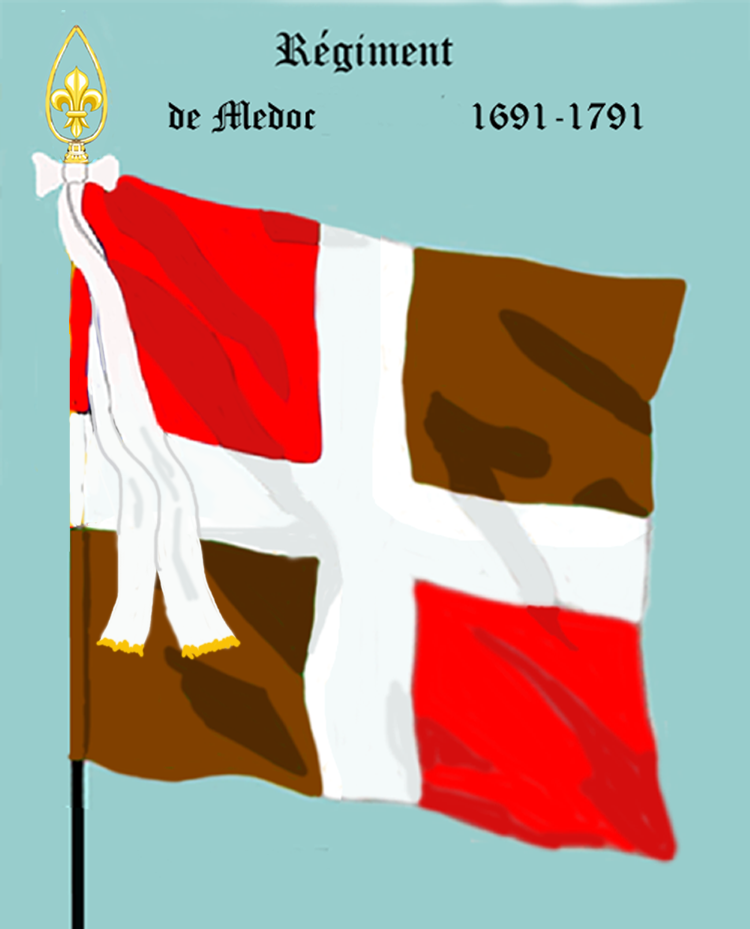
de 1691 à 1791

- Régiment de Mehun

Ce régiment est levé le 29 mars 1638, par N. de Mehun dans le cadre la guerre franco-espagnole. Affecté à l'armée de Navarre, il est licencié la même année.
- Régiment de Meillars

Ce régiment est levé le 27 mars 1630, dans le cadre la guerre de Succession de Mantoue, par Philippe de Meillars. En 1630, il participe, en 1630, aux combats de Veillane, du pont de Carignan puis à la prise de Saluces puis en 1631, aux prises de Brégançon et de Saint-Tropez puis il est licencié le 16 avril 1631.
- Régiment de Melun

Le régiment est levé 6 mars 1636 par N., vicomte de Melun dans le cadre de la guerre de Trente Ans. Affecté à l'armée de la Valteline, il passe en Italie, puis en Franche-Comté en 1637, puis à l'armée d'Allemagne avec laquelle il se trouve au siège de Brisach en 1638. Il sert en Franche-Comté en 1639, puis en Allemagne en 1640 ou il participe à la bataille de Wolfenbüttel en 1641, à la bataille de Kampen (en) en 1642 au siège de Rothweil en 1643, à la bataille de Fribourg en 1644 et à la bataille de Mariendhal en 1645 durant laquelle le mestre de camp y est tué et le régiment est incorporé dans d'autres.
- Régiment de Menillet

C'est l'ancien régiment de La Rainville, qui est renommé « régiment de Menillet » en 1621 et qui prend le titre de régiment de Bourdonné (1636-1646) en 1636.
- Régiment de Menneville

Le régiment est levé le 17 février 1652 par Michel de Roncherolles, marquis de Menneville. Il est licencié la même année.
- Régiment de Menou (1689-1698)

Le régiment est formé 1er janvier 1689 des milices d'Orléans, par Charles, baron de Menou. Dans le cadre de la guerre de la Ligue d'Augsbourg, il reste dans les garnisons. Il est licencié le 30 mars 1698.
- Régiment de Menou (1702-1713)

Ce régiment est levé le 25 juillet 1702 par Charles, marquis de Menou de Cuissy. Engagé dans la guerre de Succession d'Espagne, il fait la campagne de 1703 dans les Cévennes, il fait partie des troupes d'occupation de la Savoie en 1704, participe à la bataille de Cassano en 1705, au siège de Turin en 1706 pendant lequel le colonel y a une jambe emportée. Il est donné le 27 juin 1706 à son fils Louis-Joseph, comte de Menou de Cuissy. Il sert à l'armée de Flandre en 1707 et se trouve à la bataille d'Harelbecke en 1711. Il est licencié le 21 décembre 1713.
- Régiment de Mercoeur

Le régiment est levé le 10 décembre 1651 par Louis de Vendôme, duc de Mercoeur. Il sert en Provence et participe à l'expédition de Naples en 1654 puis rejoint l'armée de Catalogne en 1655, l'armée d'Italie en 1656 avec laquelle il se trouve au siège de Valenza cette même année. Il est incorporé le 12 avril 1661 dans le régiment de Vendôme.
- Régiment de Mercurino 

Ce régiment italien est levé le 16 décembre 1635, par le comte de Mercurino, dans le cadre de la guerre de Trente Ans. Il sert en Italie et est licencié le 22 juin 1636.
- Régiment de Mérinville

Le régiment est levé le 6 janvier 1645 par François de Montiers, comte de Mérinville, dans le cadre de la guerre de Trente Ans. Affecté à l'armée de Catalogne, il se trouve au siège de Roses et à la bataille de Llorens (ca) en 1645 en France, aux premier et deuxième siège de Lérida en 1646 et 1647, et à la prise de Tortose en 1648. Il rejoint l'armée de Guyenne en 1653, et participe à la soumission de Bordeaux qui clôt la Fronde puis il retourne en Catalogne en 1654 et se trouve à la prise de Puycerda puis il est mis en garnison à Roses. Il est licencié le 24 novembre 1658.
- Régiment de Mérode 

Ce régiment wallon est levé le 24 octobre 1688 par N. de Gand-Vilain, comte de Mérode. Il prend le nom de régiment de Tournon après avoir été donné le 28 octobre 1690 à Louis du Pasquier de Tournon.
- Régiment de Mervières

Le régiment est levé le 6 mars 1636 par N. de Mervières, dans le cadre de la guerre de Trente Ans. Il sert en Valteline, puis en Italie et il est licencié en 1637.
- Régiment de Meslé 

Ce régiment liégeois est levé le 26 octobre 1629 par N. baron de Meslé. Il prend le nom de régiment de La Bloquerie le 10 août 1633.
- Régiment du Mesnil

Ce régiment est levé à Paris le 4 août 1636 par N. du Mesnil dans le cadre de la guerre de Trente Ans. Il participe à la reprise de Corbie et est licencié après la campagne de 1636.
- Régiment de Mesnil-Serrand

Le régiment est levé le 20 mars 1635 par N. de Mesnil-Serrand, dans le cadre de la guerre de Trente Ans. Il participe à la bataille d'Avein puis il est licencié le 22 juin 1636.
- Régiment de Mespieux

Le régiment est levé le 12 avril 1645 par N. de Mespieux dans le cadre de la guerre de Trente Ans. Affecté à l'armée d'Italie, il se trouve, en 1645, au combat de la Mora durant lequel son mestre de camp est tué. Donné à N. du Guast il prend le nom de régiment du Guast.
- Régiment de Mespleix

Ce régiment est levé, en Provence, en 1591, dans le cadre la huitième guerre de Religion, par le baron de Mespleix. Il sert sous le commandement du connétable et maréchal de Lesdiguières et participe à la réduction de Marseille en 1596. Il est licencié en 1597.
- Régiment de Metz

Ce régiment est levé, sous ce titre, 9 février 1640 par N. de Montmas, pour tenir garnison à Metz. Il est donné le 17 janvier 1641 à Jean de Saint-Bris, marquis de Lambert, qui le passe le 7 mai 1648 à son fils Henri, marquis de Lambert. Il est ensuite donné en juin 1649 à N. de La Contour et en 1653 au maréchal de Schomberg. Il est licencié en décembre 1653.
- Régiment de Metz artillerie

Le « régiment d'artillerie de Metz » est formé le 13 août 1765 de la brigade de Loyauté du régiment Royal-Artillerie. Le « régiment de Metz artillerie » est devenu depuis la Révolution le 2e régiment d'artillerie.
- Régiment provincial d'artillerie de Metz artillerie

C'est un régiment provincial qui est créé par l'ordonnance du 30 janvier 1778. Ce régiment est formé des bataillons de Metz et de Verdun sous le commandement des colonels, marquis de Pardieu en 1778, marquis du Guesclin en 1780, chevalier de La Noue en 1783, marquis de La Bretèche en 1784, marquis de Redon en 1788. Par ordonnance du 30 janvier 1778, une compagnie du régiment forme le régiment des grenadiers royaux de la Lorraine.

Régiment de Meuse
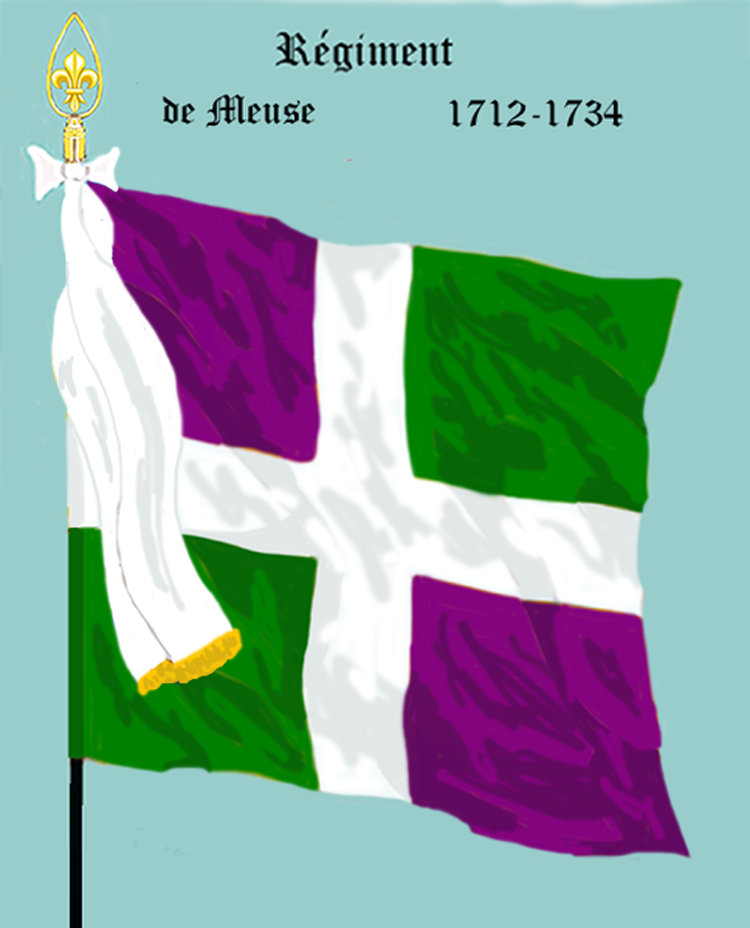
de 1712 à 1734

C'est l'ancien régiment de Tourville, qui est renommé « régiment de Meuse » le 30 juillet 1712 et qui prend le nom de régiment de Montmorin le 3 novembre 1738.
- Régiment de Meuse
- de 1712 à 1734

- Régiment de Mignières

Ce régiment est levé en février 1642 par N. de Mignières, pour tenir garnison à Lens. Il est licencié le 8 octobre 1643.
- Régiment de Mignons 

C'est l'ancien régiment de Sohé, qui est renommé « régiment de Mignons » après avoir été donné en 1709 au colonel N. de Mignons. Engagé dans la guerre de Succession d'Espagne il prend le nom de régiment de Kerkem après avoir été donné en 1711 à N. baron de Kerkem.
- Milice(s)

Voir au nom recherché (Milice Chrétienne, voir à Chrétienne. Milices provinciales voir à Provinciales, etc.
- Régiment de Milly

Le régiment est formé 1er janvier 1689 des milices du Lyonnais, par N. de Milly. Dans le cadre de la guerre de la Ligue d'Augsbourg, il sert sur les Alpes et en Catalogne. Il est licencié le 16 mai 1698.
- Régiment de Miossens

Le régiment est levé le 8 juillet 1635 par César Phébus d'Albret, comte de Miossens dans le cadre de la guerre de Trente Ans. Il participe à la reprise de Corbie en 1636. Réformé le 15 novembre 1639 il est rétabli le 17 juin 1646, sous le nom de régiment d'Albret.
- Régiment de Miquelets

Voir régiment des Volontaires de Gantez.
- Régiment de Mirabeau (1689-1698)

Le régiment est formé 1er janvier 1689 des milices de Provence, par N. de Mirabeau. Dans le cadre de la guerre de la Ligue d'Augsbourg, il sert sur les Alpes et sur le Rhin. Il est licencié le 30 mars 1698.
- Régiment de Mirabeau (1697-1711)

C'est l'ancien régiment de Clérambaut, qui est renommé « régiment de Mirabeau » le 11 avril 1697 et qui prend le nom de régiment de Gensac (1711-1734) le 7 avril 1711.

Régiment de Mirabeau
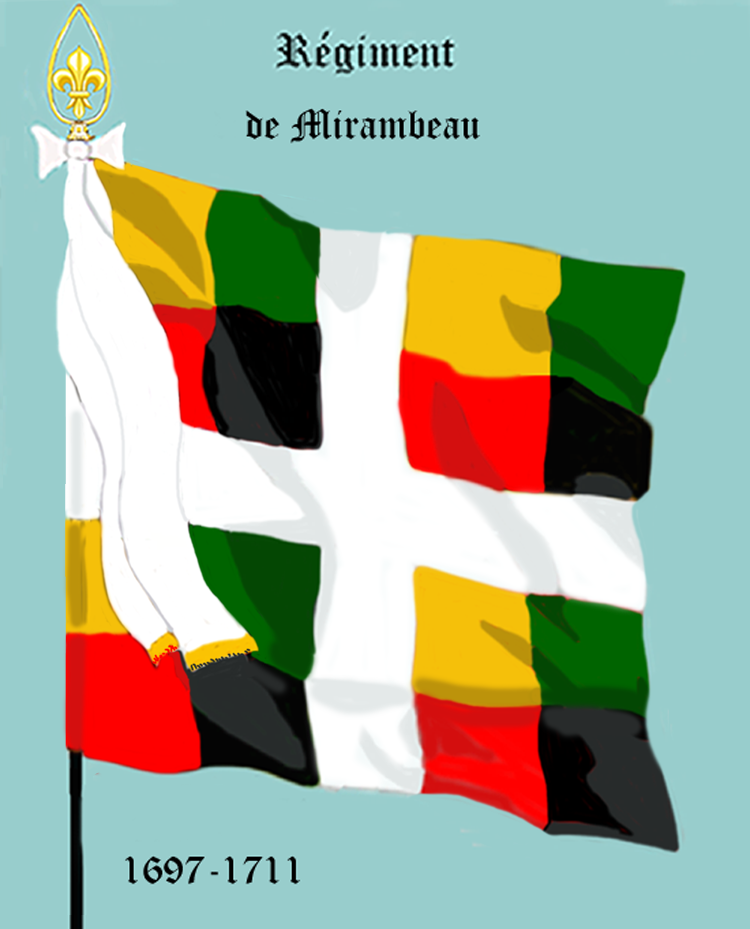
de 1697 à 1711

- Régiment de Mirabel 

C'est un régiment protestant, formé à Alès en septembre 1568, dans le cadre de la troisième guerre de Religion, par Hector de Forest, dit Mirabel. Affecté à l'armée dite des Vicomtes il participe, en 1569, à la bataille de Jarnac, à la défense de Cognac puis à la bataille de Moncontour. Il est licencié le 8 août 1570 à la paix de Saint-Germain-en-Laye.
- Régiment de Mirepoix

Il est levé le 17 juin 1625 par Alexandre de Lévis, baron de Mirepoix dans le cadre de la répression de la deuxième rébellion huguenote. Le régiment sert en Languedoc puis il est réformé en mai 1626. Rétabli le 5 août 1637 dans le cadre de la guerre franco-espagnole, il est envoyé au secours de Leucate, où le mestre de camp est tué. Donné le 27 janvier 1638 à Jean de Lévis, baron de Mirepoix, il est affecté à l'armée d'Italie, et envoyé au secours de Verceil. En 1639, il est présent au siège de Chivasso et au combat de La Route (La Rotta), en Piémont, près de Carmagnole et en 1640 à la défense de la citadelle de Turin. Envoyé à l'armée de Catalogne en 1641 il participe au siège de Tarragone (ca), en 1642 à la bataille de Lérida, en 1645 à la bataille de Llorens (ca),, en 1646 au premier siège de Lérida et l'année suivante au second siège, en 1648 à la prise de Tortose puis il demeure en Catalogne jusqu'à son licenciement en 1654.
- Régiment de Miromesnil

C'est l'ancien régiment de Boufflers-Wallon (1688-1694), qui est renommé « régiment de Miromesnil » le 1er octobre 1694 après avoir été donné à Jean-Baptiste Hue, marquis de Miromesnil. Engagé dans la guerre de la Ligue d'Augsbourg, il assiste au siège de Valenza en 1696 et rejoint l'armée de la Meuse en 1697. Dans le cadre de la guerre de Succession d'Espagne il est affecté à l'armée d'Italie, avec laquelle il participe à la bataille de Chiari en 1701, à la défense de Crémone, et aux prises de Luzzara et de Borgoforte en 1702, aux batailles de Stradella, de Castelnuovo de Bormida, de Santa-Vittoria, et de San-Benedetto en 1703, aux sièges de Verceil, d'Ivrée et de Verrue en 1704, à la bataille de Cassano en 1705 puis il rejoint l'armée d'Andalousie en 1706, assistant à la prise de Lérida en 1707 et emporte d'assaut, la même année avec beaucoup d'éclat, Ciudad-Rodrigo avant de se trouver au siège de Tortone en 1708 puis de rejoindre l'armée de Flandre, avec laquelle il participe à la défense de Béthune en 1710. Il est donné le 16 septembre 1710 à un Miromesnil, frère du précédent qui le mène à l'armée de Dauphiné en 1712. Le régiment est licencié le 15 novembre 1714 après les traités d'Utrecht.

Régiment de Miromesnil
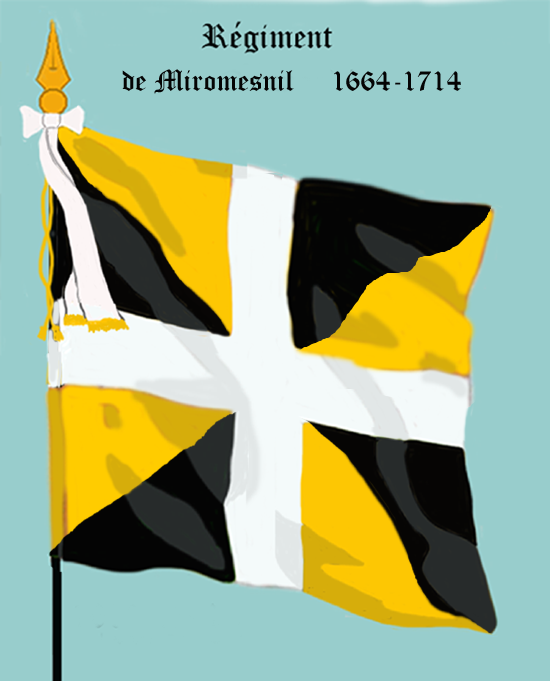
de 1692 à 1714

- Régiment de Modène

Ce régiment est levé le 1er septembre 1647, par François d'Este, duc de Modène, dans le cadre de la guerre franco-espagnole. Affecté à l'armée d'Italie, il se trouve au siège et bataille de Crémone en 1648. Le 31 mars 1649, il prend le nom de régiment de La Guillotière après que le duc de Modène ait laissé 1er commandement du régiment à Michel d'Aits de La Guillotière, son mestre de camp lieutenant.
- Régiment de Molina 

Ce régiment suisse des grisons est l'ancien régiment de Schawenstein (1622-1625) qui, passé en 1625 sous le commandement d'Antoine de Molina prend le nom de régiment de Molina. Congédié en mai 1626, il est rappelé le 8 juillet 1635 et sert en Valteline. Il est congédié en 1637.
- Régiment de Molondin 

Ce régiment suisse est levé le 8 juillet 1635 par Jacques d'Estavayer de Molondin, de Soleure dans le cadre de la guerre de Trente Ans. Le régiment est envoyé au secours de Mayence en 1635, puis à la reprise de Corbie en 1636, aux prises d'Ivoy et de Damvilliers en 1637, aux prises de Saint-Omer et de Renty en 1638, au siège d'Hesdin en 1639 puis à celui d'Arras en 1640, aux sièges d'Aire, de La Bassée et de Bapaume en 1641, à la bataille de Rocroi en 1643, au siège de Gravelines en 1644 et aux sièges de Courtrai et de Dunkerque en 1646. Mis en garnison à Dunkerque, il est donné le 13 juin 1648 à Laurent d'Estavayer de Molondin avec lequel il participe à la bataille de Lens en 1648 puis au blocus de Paris en 1649, au siège et bataille de Rethel en 1650, à la bataille du faubourg Saint-Antoine en 1652 et au siège de Sainte-Ménéhould en 1653. Il est congédié le 19 février 1654.
- Régiment de Monaco

C'est l'ancien régiment de Tallard, qui est renommé « régiment de Monaco » en 1739 et qui prend le nom de régiment de Belzunce en 1749.

Régiment de Monaco
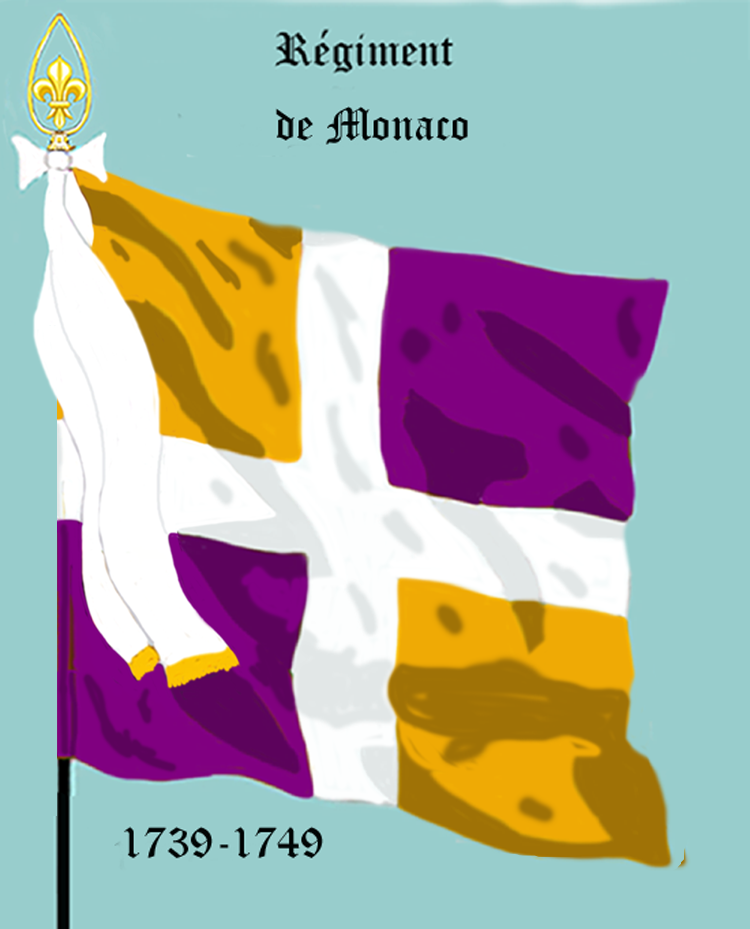
de 1739 à 1749

- Régiment de Monchy

Ce régiment est créé le 14 novembre 1695 et formé le 23 décembre 1695 du 2e bataillon du régiment de Solre wallon, pour Jean-Charles de Bournel de Namps, marquis de Monchy. Engagé dans la guerre de la Ligue d'Augsbourg, il est employé à l'armée de la Meuse. Il est réformé le 10 mars 1698, après le traité de Ryswick.
- Régiment de Monnin (1690-1698) 

Ce régiment suisse est levé le 1er janvier 1690 par François Monnin, de Neuchâtel dans le cadre de la guerre de la Ligue d'Augsbourg. Affecté à l'armée de Flandre il participe au siège de Namur et à la bataille de Steinkerque en 1692, au bombardement de Bruxelles, prise de Dixmude en 1695 et aux campagnes de 1696 et 1697 sur la Meuse. Il est incorporé le 18 janvier 1698 dans le régiment de Courten.
- Régiment de Monnin 

C'est l'ancien régiment de Bettens (1722-1739), qui est renommé « régiment de Monnin » le 15 août 1739 et qui prend le nom de régiment de Reding (1756-1763) le 20 mars 1756.

Régiment de Monnin
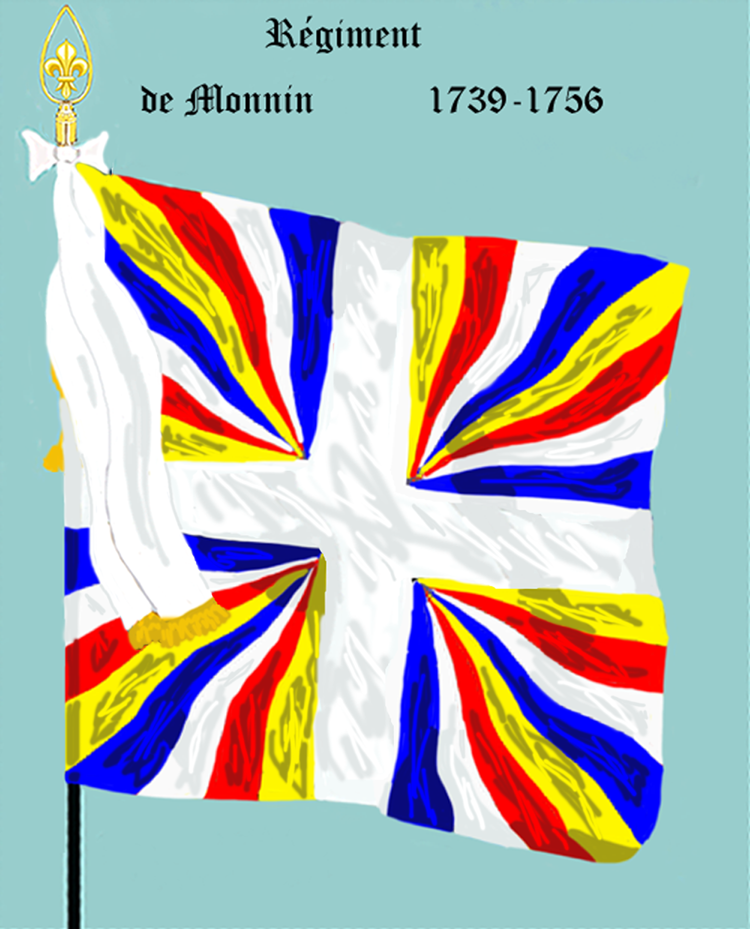
de 1739 à 1756

- Régiment de Monsieur

C'est l'ancien régiment du Comte de Provence, qui est renommé « régiment de Monsieur » le 2 mai 1774. Par ordonnance du 30 janvier 1778, une compagnie du régiment forme le régiment des grenadiers royaux de la Bretagne. Le « régiment de Monsieur » est devenu depuis la Révolution le 75e régiment d'infanterie de ligne.
.

Régiment de Monsieur
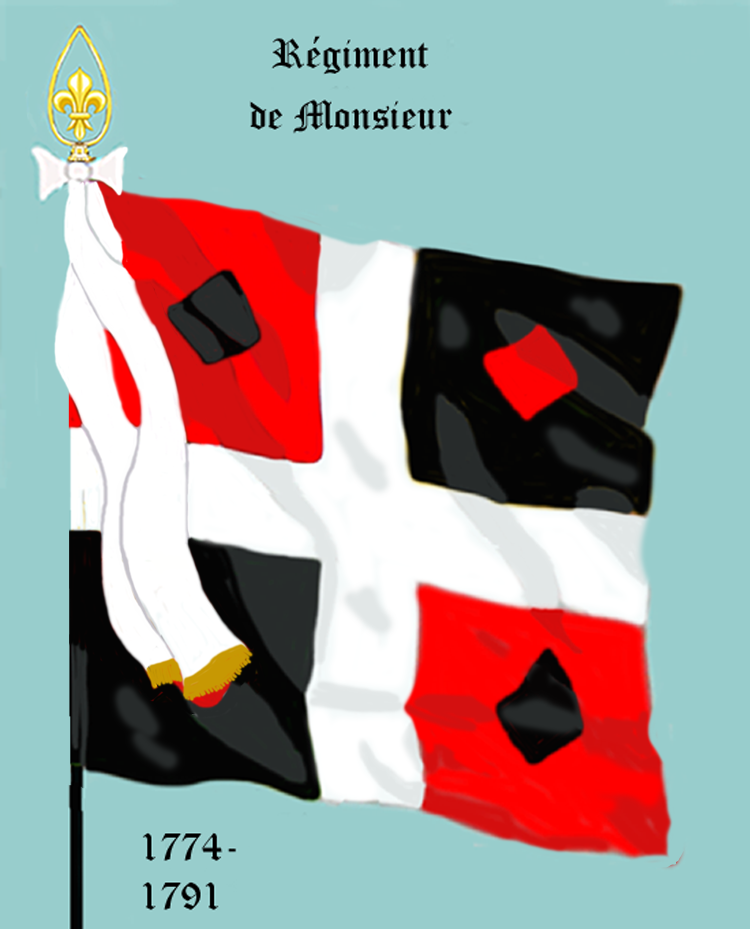
de 1774 à 1791

- Régiment de Montaigu

C'est l'ancien régiment de Chambellay, qui donné à N. d'O, marquis de Montaigu est renommé « régiment de Montaigu » en 1667 et qui prend le nom de régiment de Touraine en 1673.
- Régiment de Montagnac

Le régiment est levé, le 5 août 1637, par N. de Montagnac dans le cadre de la guerre franco-espagnole. Affecté à l'armée de Navarre en 1637, il rejoint l'armée de Roussillon en 1639, avec laquelle il est participe au secours de Salses. Il est licencié en 1640.
- Régiment de Montalais

Ce régiment est levé le 10 décembre 1695 par N. de Montalais. Engagé dans la guerre de la Ligue d'Augsbourg, il sert à l'armée du Rhin. Il est réformé le 18 novembre 1698.
- Régiment de Montalto 

Ce régiment italien est levé, le 21 janvier 1569, par Otlaviano Malatesta de Montalto, dans le cadre de la troisième guerre de Religion. En 1569, il se trouve aux sièges et batailles de Châtellerault de Moncontour et de Saint-Jean-d'Angély. Il est licencié le 20 mars 1570, sauf 3 compagnies. Son mestre de camp avait été tué à l'assaut de Châtellerault.
- Régiment de Montanègre 

Ce régiment piémontais est formé le 1er juin 1704 par Jean Baptiste d'Urre Brotin, marquis de Montanègre, avec des milices du Montferrat. Engagé dans la guerre de Succession d'Espagne il est licencié en mars 1705.
- Régiment de Montargis

C'est un régiment provincial qui est créé par ordonnance du 4 août 1771, en remplacement des milices provinciales. Ce régiment est formé des bataillons de Chartres et de Montargis sous le commandement du Louis Mathieu Armand, marquis d'Usson, remplacé en 1774 par le marquis de la Suze. Le régiment est supprimé par ordonnance du 15 décembre 1775 qui fait disparaître les troupes provinciales.
- Régiment de Montarois

C'est l'ancien régiment de Montpeyroux, qui prend le nom de « régiment de Montarois », en 1702, après avoir été donné à N. de Montarois. Engagé dans la guerre de Succession d'Espagne, il prend le nom de régiment de Châtillon en 1704 après avoir été donné à N. de Châtillon.
- Régiment de Montataire

Le régiment est levé en 1572, par N. de Montataire, pour la quatrième guerre de Religion pour servir en Guyenne. Il passe en 1573 en Languedoc et y demeure jusqu'à la fin des guerres civiles. En 1585, il prend le nom de régiment de Languedoc.
- Régiment de Montauban

C'est un régiment provincial qui est créé par ordonnance du 4 août 1771, en remplacement des milices provinciales. Ce régiment est formé des bataillons de Figeac, de Cahors et de Rodez sous le commandement du comte Jacques de Carles. Le régiment est supprimé par ordonnance du 15 décembre 1775 qui fait disparaître les troupes provinciales.
- Régiment de Montaumar 

C'est un régiment protestant, levé dans l'Armagnac en octobre 1567, dans le cadre de la deuxième guerre de Religion, par N. vicomte de Montaumar. En 1568, il accompagne, la reine de Navarre, Jeanne d'Albret, à La Rochelle et est licencié le 8 août 1570 à la paix de Saint-Germain-en-Laye.

Régiment de Montausier (1629-1665)
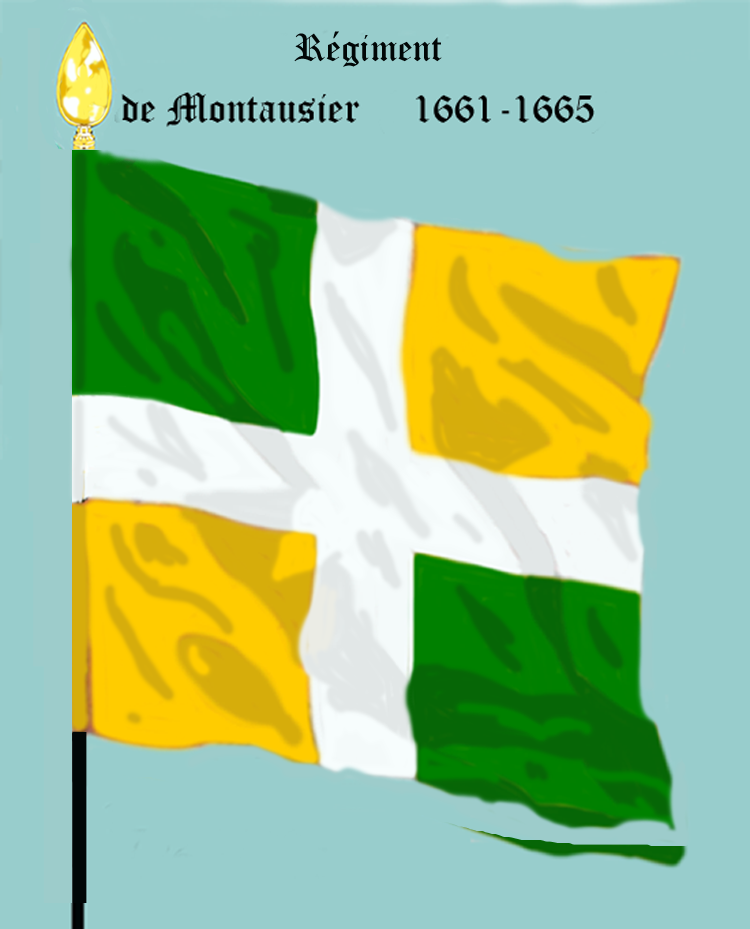
de 1629 à 1665

C'est l'ancien régiment de Castelbayard, qui est renommé « régiment de Montausier » en 1629 et qui prend le nom de régiment d'Angoumois en 1635, qui redevient le « régiment de Montausier » en 1637 pour prendre le nom le régiment de Crussol en 1665.
- Régiment de Montausier (1629-1665)
- de 1629 à 1665

- Régiment de Montausier (1649-1649)

Ce régiment est levé le 16 janvier 1649 par Charles de Sainte-Maure, marquis de Montausier. Il participe au blocus de Paris puis il est licencié au mois de mars 1649, après la paix de Rueil.
- Régiment de Montbazin

Le régiment est levé le 15 avril 1580 par N. de Montbazin dans le cadre de la septième guerre de Religion. Il sert en Languedoc et est licencié la même année après la paix du Fleix.
- Régiment de Montboissier (1702-1710)

Ce régiment est levé le 16 janvier 1702 par Philippe-Claude marquis de Montboissier-Beaufort, dans le cadre de la guerre de Succession d'Espagne. Affecté à l'armée d'Allemagne il participe, en 1703, au siège de Kehl et prend part aux combats sur les lignes de Stollhofen, de la vallée du Hornberg et de Munderkirchen, à la première bataille d'Hochstadt et aux prises de Kempten et d'Augsbourg. Après avoir participé à la funeste journée d'Hochstädt en 1704, il sert sur le Rhin. Il est donné le 18 avril 1710 à N. de Longuerue, devenant le régiment de Longuerue.

Régiment de Montboissier (1743-1745)
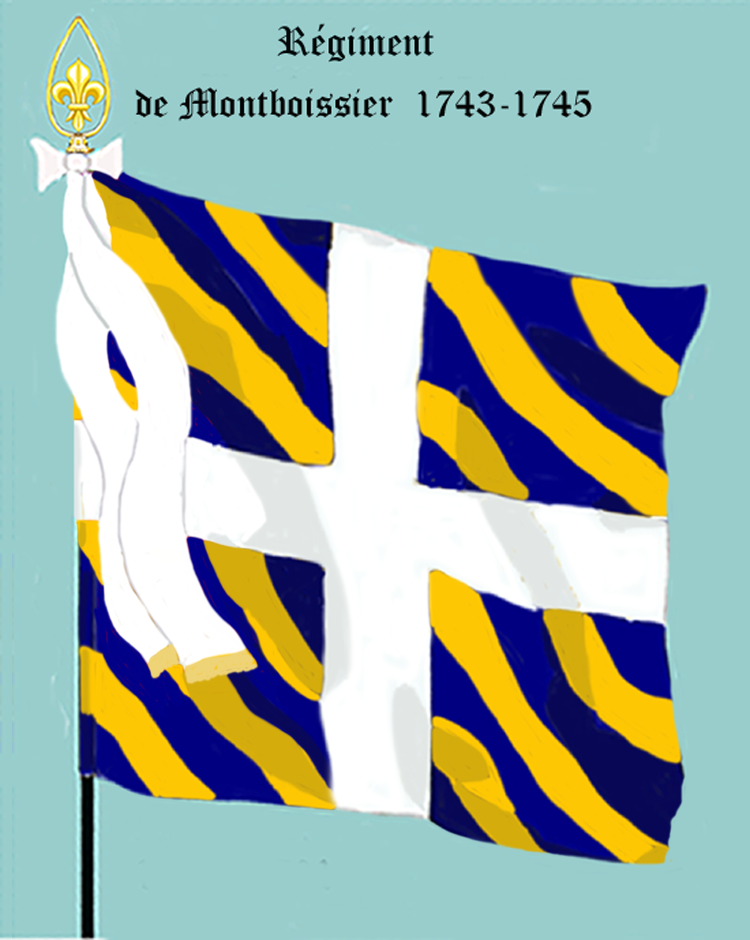
de 1743 à 1745

C'est l'ancien régiment de Rosnyvinen, qui est renommé « régiment de Montboissier » le 6 mars 1743 après avoir été donné à Charles-Henri-Philippe, vicomte de Montboissier. Engagé dans la guerre de Succession d'Autriche il est affecté à l'armée de Flandre en 1744, avec laquelle il se trouve aux sièges de Menin, d'Ypres et de Furnes, passe en Alsace, et participe à la bataille d'Augenheim, et au siège de Fribourg en 1744 puis il rejoint l'armée du Bas-Rhin en 1745 et l'armée de Flandre en 1746. Il prend le nom de régiment de La Tour d'Auvergne après avoir été donné le 12 août 1746 à Nicolas-François-Jules, comte de La Tour d'Auvergne.
- Régiment de Montboissier (1743-1745)
- de 1743 à 1745

Régiment de Montboissier (1745-1751)
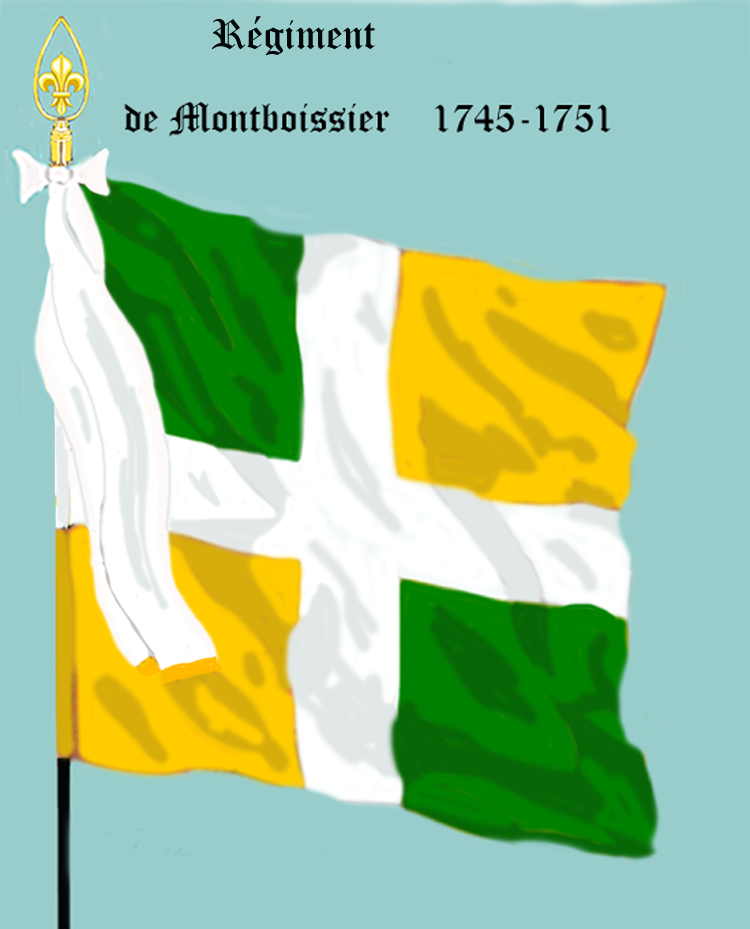
de 1745 à 1751

C'est l'ancien régiment de Gondrin, qui est renommé « régiment de Montboissier » le 1er décembre 1745 après avoir été donné à Charles Henri Philippe, vicomte de Montboissier et qui prend le nom de régiment de Joyeuse le 27 février 1751 après avoir été donné à Jean Armand, marquis de Joyeuse.
- Régiment de Montboissier (1745-1751)
- de 1745 à 1751

- Régiment de Montbrun 

C'est un régiment protestant, formé à Alès en septembre 1568, dans le cadre de la troisième guerre de Religion, par Charles du Puy-Montbrun. Affecté à l'armée dite des Vicomtes il participe, en 1569, à la bataille de Jarnac, à la défense de Cognac puis à la bataille de Moncontour. Il est licencié le 8 août 1570 à la paix de Saint-Germain-en-Laye.
- Régiment de Montcassel 

Voir régiment de Mountcashel.
- Régiment de Montcassin

C'est l'ancien régiment d'Epernon, qui est renommé « régiment de Montcassin » en 1581 et qui prend le nom de régiment de Champagne en 1585.
- Régiment de Montcavray

Ce régiment est levé 2 février 1632, dans le cadre de la guerre de Trente Ans par N. de La Pommeraye. Il sert en Picardie puis il est licencié en octobre 1632.
- Régiment de Montclar

Le régiment est levé le 16 décembre 1635 par Anne de Noailles, marquis de Montclar dans le cadre de la guerre de Trente Ans. Affecté à l'armée d'Italie, il se trouve au combat du Tessin en 1636 puis il est envoyé au secours de Brema en 1638. Le régiment prend le nom de régiment de Noailles en 1639.
- Régiment de Montconseil

C'est l'ancien régiment de Lyonne, qui est renommé « régiment de Montconseil » le 1er février 1723 et qui prend le nom de régiment de Traisnel (1742-1757) le 9 août 1742.

Régiment de Montconseil
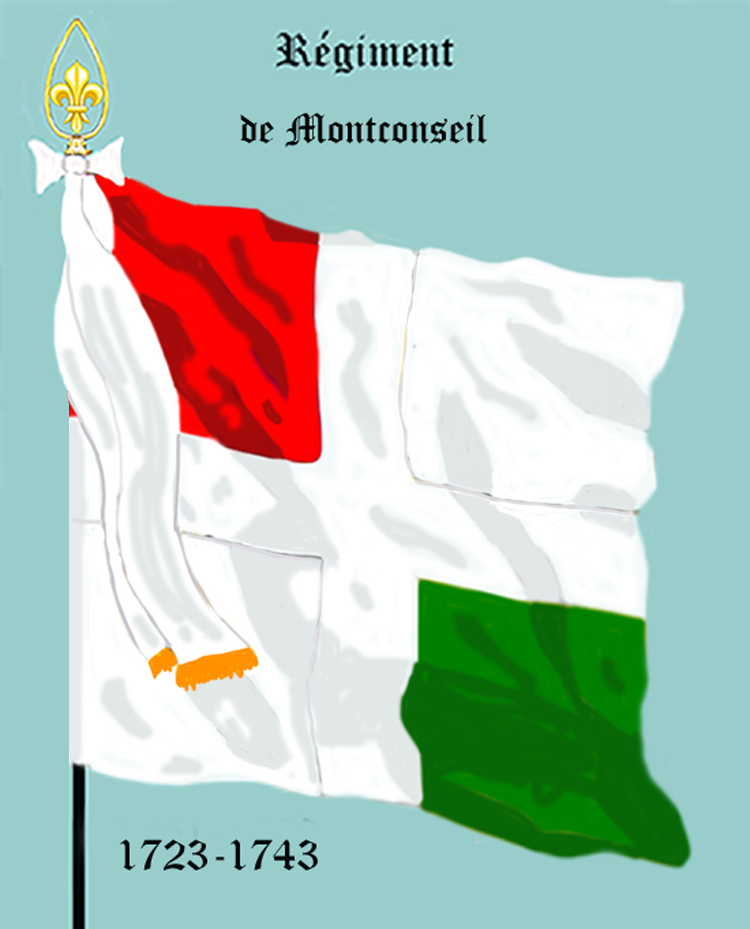
de 1723 à 1742

- Régiment de Montdejeu (1630-1640)

Ce régiment est levé le 3 février 1630, par Jean de Schulemberg, comte de Montdejeu. Affecté à l'armée de Savoie dans le cadre de la guerre de Succession de Mantoue il est réformé 16 avril 1631 après le traité de Cherasco. Rétabli 11 janvier 1632, il sert en Languedoc puis il rejoint l'armée d'Allemagne en 1633 ou il défend Coblentz pendant quatorze mois, puis Hermanstein pendant treize mois. Il participe au siège d'Hesdin en 1639 et il est licencié le 16 août 1640. Il est quelquefois désigné sous le nom de régiment de Schulemberg.
- Régiment de Montdejeu (1652-1668)

C'est l'ancien Régiment de La Tour, qui, après avoir été donné à Jean de Schulemberg, comte de Montdejeu, le 4 avril 1652, est renommé « régiment de Montdejeu ». Il participe à la défense d'Arras en 1654, à la campagne de Flandre en 1667 à la campagne de Franche-Comté en 1668 puis il est licencié le 26 mai 1668.
- Régiment de Montécler

Le régiment est levé le 19 janvier 1641 par Louis-Charles de Montécler, pour tenir garnison à Doullens. En octobre 1650, le régiment surprend et taille en pièces deux régiments espagnols, mais le mestre de camp est mortellement blessé et le régiment est licencié après cet évènement.
- Régiment de Montenay

Le régiment est formé 1er janvier 1689 des milices d'Alençon, par N. de Montenay. Engagé dans la guerre de la Ligue d'Augsbourg, il rejoint l'armée de Flandre, avec laquelle il assiste à la bataille de Neerwinden en 1693 puis il rejoint l'armée de la Meuse de 1694 à 1697. Il est licencié le 30 mars 1698.
- Régiment de Montendre (1651-1652)

Ce régiment est levé le 10 octobre 1651 par Charles-Louis de La Rochefoucauld, marquis de Montendre. Il est licencié en 1652.
- Régiment de Montendre (1689-1698)

Ce régiment est formé 1er janvier 1689 des milices d'Angoulême, par N. de Montendre. Dans le cadre de la guerre de la Ligue d'Augsbourg, il sert sur les Alpes et en Catalogne. Il est licencié le 16 mai 1698.
- Régiment de Montendre (1701-1702)

Ce régiment est levé le 6 février 1701 par Paul-Auguste-Gaston de La Rochefoucauld, comte de Montendre. Engagé dans la Guerre de Succession d'Espagne, il est affecté à l'armée d'Italie et il se trouve à la défense de Crémone en 1702. Il prend le nom de régiment de Berthelot de Rebourseau le 9 novembre 1702 à Michel-François Berthelot de Rebourseau.
- Régiment de Montereau

Le régiment est levé en 1628, dans le cadre de la guerre de Trente Ans, par N. de Montereau. Il sert en Piémont et est licencié en 1629.
- Régiment de Montespan

Le régiment est levé le 3 mars 1622 par Jean-Antoine de Pardaillan de Gondrin, marquis de Montespan pour participer à la répression de la première rébellion huguenote. Il fait le siège de Montpellier puis il est licencié le 14 février 1623 après la paix de Montpellier.
- Régiment de Montesquiou

C'est l'ancien régiment d'Isenghien, qui après avoir été mis sur le pied français est renommé « régiment de Montesquiou » le 15 septembre 1717 après avoir été donné à N. marquis de Montesquiou, et quelques jours après il prend le nom de régiment de Mailly (1717-1735) après avoir été donné à Victor-Alexandre, marquis de Mailly.
- Régiment de Montesson

C'est l'ancien régiment de La Grise, qui est renommé « régiment de Montesson » le 29 décembre 1706 après avoir été donné à Charles, comte de Montesson. Engagé dans la guerre de Succession d'Espagne il reste en Dauphiné jusqu'à la paix. Il est licencié le 16 janvier 1714.
- Régiment de Montferrand

Ce régiment levé le 9 novembre 1616, par François, baron de Montferrand est licencié le 1er décembre 1616.
- Régiment de Montferrat 

Ce régiment piémontais est admis le 24 octobre 1688 au service de France. Sous le commandement du colonel, le marquis de Natte, le régiment est engagé dans la guerre de la Ligue d'Augsbourg et se trouve à la prise de Cahours en 1689, et à la bataille de Staffarda en 1690. Le 26 septembre 1690, il prend le titre de régiment Royal-Montferrat, après la défection du duc de Savoie Victor-Amédée.
- Régiment de Montforsin

Le régiment est levé le 16 décembre 1635 par N. de Montforsin dans le cadre de la guerre de Trente Ans. Affecté à l'armée d'Italie, il participe au siège de Valenza.
- Régiment de Montfort (1702-1706)

Le régiment est levé le 14 mai 1702 par N. de Montfort. Engagé dans la guerre de Succession d'Espagne il sert dans l'armée du Rhin en 1702, à l'armée de Bavière en 1703 et 1704. Il prend le nom de régiment d'Arville après avoir été donné le 3 février 1706 à Jérôme-Augustin de Boisset, marquis d'Arville.
- Régiment de Montfort (1719-1721)

C'est l'ancien régiment de Brichambaut, qui est renommé « régiment de Montfort » le 1er février 1719 après avoir été donné à comte de Montfort, dans le cadre de la guerre de la Quadruple-Alliance. Il prend le nom de régiment de Piquigny après avoir été donné le 6 décembre 1721 à Charles-François d'Albert d'Ailly, duc de Piquigny.

Régiment de Montfort
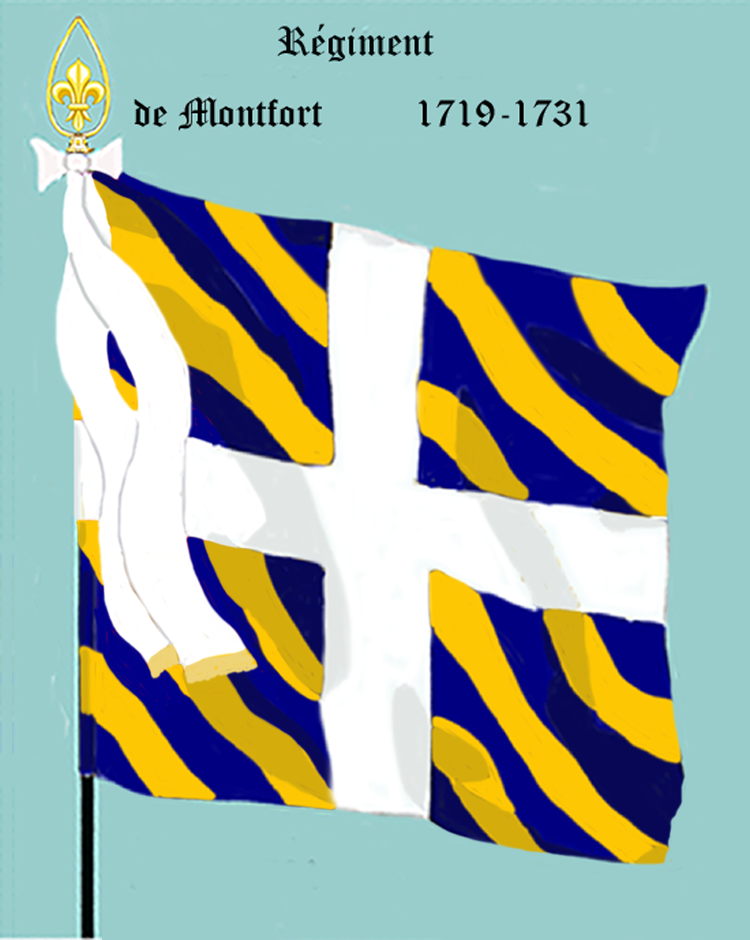
de 1719 à 1721

- Régiment de Montgaillard

Ce régiment est levé le 6 mars 1636 par N. de Montgaillard, dans le cadre de la guerre de Trente Ans. Mise en garnison à Brescia il passe à Breme en 1637. Le mestre de camp a la tête tranchée en 1638 pour avoir mal défendu Breme, et le régiment est cassé.
- Régiment de Montgobert

Le régiment est levé le 3 avril 1652 par Alexandre de Joyeuse de Montgobert. Il est licencié en août 1652.
- Régiment de Montgommery (1568-1587) 

C'est un régiment protestant, formé en septembre 1568, dans le cadre de la troisième guerre de Religion, par Gabriel comte de Montgommery Saint-Jean. En 1569, il participe au combat de Jazeneuil puis il passe dans le Béarn. En 1570, il suit le roi de Navarre et participe à la bataille d'Arnay-le-Duc et est licencié le 8 août 1570 à la paix de Saint-Germain-en-Laye. Rétablit en 1577 pour la sixième guerre de Religion il sert en Guyenne et est licencié le 17 septembre 1577 à la paix de Bergerac. Rétabli sous le nom de régiment de Saint-Jean en avril 1587 lors de la huitième guerre de Religion il participe à la bataille de Coutras et est licencié la même année.
- Régiment de Montgommery (1651-1661)

C'est l'autre nom du régiment de Duras-Montgommery.
- Régiment de Montigny

Ce régiment est levé le 1er janvier 1592 dans le cadre la huitième guerre de Religion, par François de La Grange de Montigny. En 1592 il participe à la défense de Beaumont-en-Champagne puis passe en Anjou en 1593 et en Picardie en 1594. En 1595, il se trouve à la défense du Catelet en 1595. Licencié en 1595 il est rétabli le 20 juillet 1597 et participe au siège d'Amiens, où le mestre de camp est tué et le régiment est licencié après le siège.
- Régiment de Montilly 

Ce régiment est levé en 1589, dans le cadre de la huitième guerre de Religion, pour la ligue catholique, par N. de Montilly. En 1590, il est participe à la défense de Paris puis se retire dans le Berry en 1590 et se disperse en 1591.
- Régiment de Montjoie

Ce régiment est levé le 24 novembre 1695 par N. de Montjoie. Engagé dans la guerre de la Ligue d'Augsbourg, il sert à l'armée de la Meuse. Il est réformé le 30 décembre 1698, après le traité de Ryswick.
- Régiment de Montluc (1567-1569)

Le régiment est formé, par ordre du 28 septembre 1567 dans le cadre de la deuxième guerre de Religion, avec les vieilles bandes de Guyenne, par Blaise de Lasseran-Massencôme, seigneur de Montluc, qui avait sous lui trois mestres de camp, savoir : Fabian de Montluc son fils, François de Gelas seigneur de Leberon et le capitaine Sendat. Blaise de Montluc cède la même année son régiment à Jean de Bourdeilles, seigneur d'Ardelay, frère de Brantôme. Jean de Bourdeilles d'Ardelay, tué à la défense de Chartres en 1568, est remplacé par Fabian de Montluc. Le régiment est alors attaché à l'armée de Guyenne et le capitaine Sendat est remplacé par Armand de Salignac-Fénélon. Il se trouve au siége de Mussidan en 1569 puis en juin de la même année le corps est partagé en juin 1569, entre Fabian de Montluc et les deux autres mestres de camp devenant les régiments de Montluc (1569-1570), de Leberon et de Salignac.
- Régiment de Montluc (1569-1570)

Ce régiment est organisé en juin 1569, pour Fabian de Montluc, avec une fraction du régiment de Montluc (1567-1569). Dans le cadre de la troisième guerre de Religion, il participe à la bataille de Moncontour et au siège de Saint-Jean d'Angély puis il est licencié à Périgueux le 8 août 1570 à la paix de Saint-Germain-en-Laye.
- Régiment de Montluc (1702-1707)

Ce régiment est levé le 10 décembre 1702 par François de Lasseran-Massencôme, marquis de Montluc. Engagé dans la guerre de Succession d'Espagne il sert à l'armée d'Italie jusqu'en 1706. Il prend le nom de régiment de La Rivière-Castéras après avoir été donné le 20 février 1707 à Pierre de La Rivière-Castéras.
- Régiment de Montmège

Ce régiment est levé 22 août 1634 par Jean de Souillac, marquis de Montmége, dans le cadre de la guerre de Trente Ans. Affecté à l'armée de Picardie, il se trouve à la bataille d'Avein, et aux prises de Tirlemont et de Louvain en 1635, puis aux prises de Landrecies, de Maubeuge et de La Capelle en 1637, au siège de Saint-Omer en 1638, au secours de Mouzon et à la reprise d'Ivoy en 1639 et au siège d'Arras en 1640. Il prend le nom de régiment de La Chabrouillaye après avoir été donné en mai 1641 à N. de La Chabrouillaye.
- Régiment de Montmèjean

Ce régiment est levé le 6 mars 1636 par Pierre de Lérans, commandeur de Montméjean. Le régiment est incorporé la même année dans le régiment de Provence (1635-1635) qui prendra la même année le nom de régiment de Carces.
- Régiment de Montmorency (1600-1601)

Ce régiment est formé le 3 avril 1600 avec les débris du régiment de Montoison (qui était également appelé régiment de Languedoc (1585-1598)), dans le cadre la guerre franco-savoyarde, par le chevalier de Montmorency. Il est réformé le 17 janvier 1601 après le traité de Lyon. Le régiment est rétabli le 24 avril 1610 sous le nom de régiment de Portes.
- Régiment de Montmorency-La Neuville

C'est l'ancien régiment de Destouches (1702-1702), qui est renommé « régiment de Montmorency-La Neuville » après avoir été donné le 19 novembre 1702 à François, marquis de Montmorency-La Neuville. Engagé dans la guerre de Succession d'Espagne, il est affecté à l'armée d'Italie, et se trouve au siège de Verrue en 1704 et 1705. Il prend le nom de régiment de Masselin après avoir été donné le 10 octobre 1706 à Jean-Claude de Masselin.
- Régiment de Montmorin (1592-1597)

Ce régiment est levé le 1er janvier 1592 dans le cadre la huitième guerre de Religion, par N. de Montmorin. Il sert en Savoie et sert sous le commandement du connétable et maréchal de Lesdiguières jusqu'à son licenciement en 1597.
- Régiment de Montmorin (1738-1762)

C'est l'ancien régiment de Meuse, qui est renommé « régiment de Montmorin » le 3 novembre 1738 et qui prend le nom de régiment d'Île-de-France le 10 décembre 1762.

Régiment de Montmorin (1738-1762)
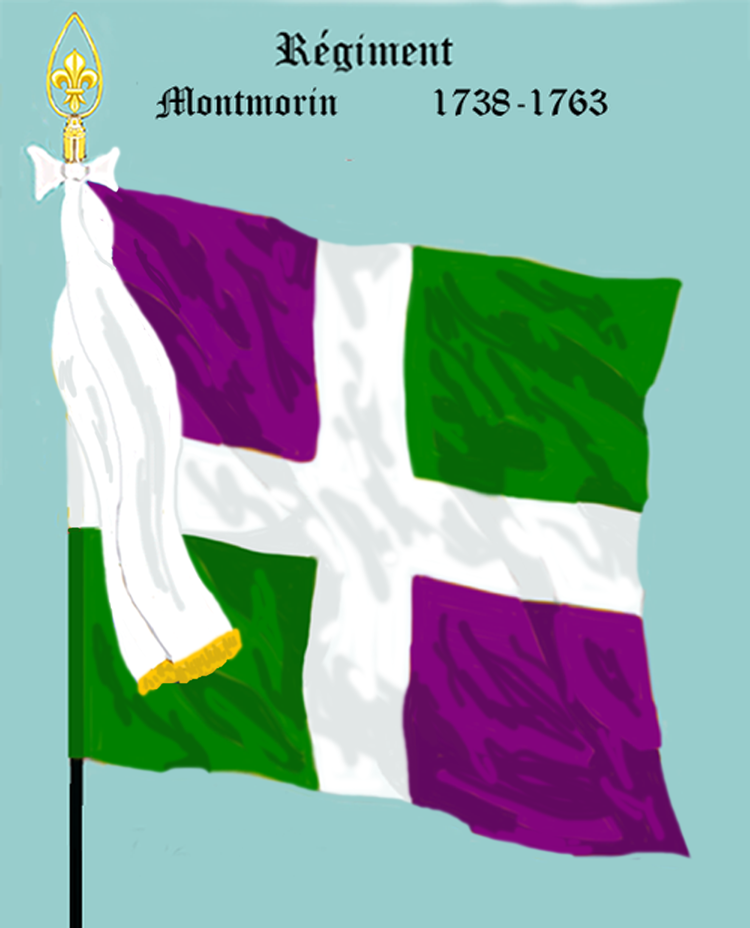
de 1738 à 1762

- Régiment de Montoison (1592-1598)

C'est l'autre nom du régiment de Languedoc (1585-1598)] qui est donné le 1er janvier 1592 à Claude de Clermont, comte de Montoison. Le régiment se trouve, en 1592, à la bataille de Villemur et à la prise de Vienne en 1595. Le régiment est cassé le 6 mai 1598 après la paix de Vervins. Les restes du régiment permet de former le régiment de Montmorency (1600-1601).
- Régiment de Montoison (1628-1629)

Le régiment est levé le 8 février 1628 par Claude de Clermont, comte de Montoison dans le cadre de la répression de la troisième rébellion huguenote. Il sert en Languedoc et est licencié le 20 août 1629.
- Régiment de Montoux

Il est levé le 16 décembre 1635 par N. baron de Montoux dansle cadre de la « guerre de Trente Ans ». Affecté à l'armée d'Italie, il est licencié en 1636.
- Régiment de Montpellier (1637-1637)

Ce régiment est levé en 5 août 1637, dans le cadre de la guerre franco-espagnole, par la ville de Montpellier. Il participe au secours de Leucate. Le régiment est licencié après la campagne.
- Régiment de Montpellier (1771-1775)

C'est un régiment provincial qui est créé par ordonnance du 4 août 1771, en remplacement des milices provinciales. Ce régiment est formé des bataillons de Montpellier, de Béziers et de Carcassonne sous le commandement de Pierre François Félix Dorothée Berton des Balbes marquis de Crillon. Le régiment est supprimé par ordonnance du 15 décembre 1775 qui fait disparaître les troupes provinciales.
- Régiment de Montpeyroux (1638-1667)

Le régiment est levé 5 mars 1638 par Marc-Antoine de Grégori des Gardies, vicomte de Montpeyroux dans le cadre de la Guerre franco-espagnole. Il participe au siège de Fontarabie en 1638, au siège de Salses en 1639, au siège de Turin en 1640, au siège de Tarragone (ca) en 1641 à la bataille de Lérida en 1642, à la bataille de Llorens (ca) en 1645, et au premier et deuxième siège de Lérida en 1646 et 1647. Donné le 10 février 1647 à un autre Montpeyroux, le régiment continue de servir en Catalogne jusqu'en 1649. Il passe en Guyenne de 1650 à 1653 puis retourne en Catalogne. Il est donné le 25 mai 1657 à Henri, comte de Montpeyroux avec lequel il passe en Italie et assiste au siège de Valenza en 1657, puis au siège de Mortare en 1658. Il est licencié le 7 décembre 1659, à l'exception d'une compagnie qui est mise en garnison à Arras, et qui paraît avoir servi de noyau au régiment de Montpeyroux (1667-1671) en 1667.

Régiment de Montpeyroux (1667-1671)
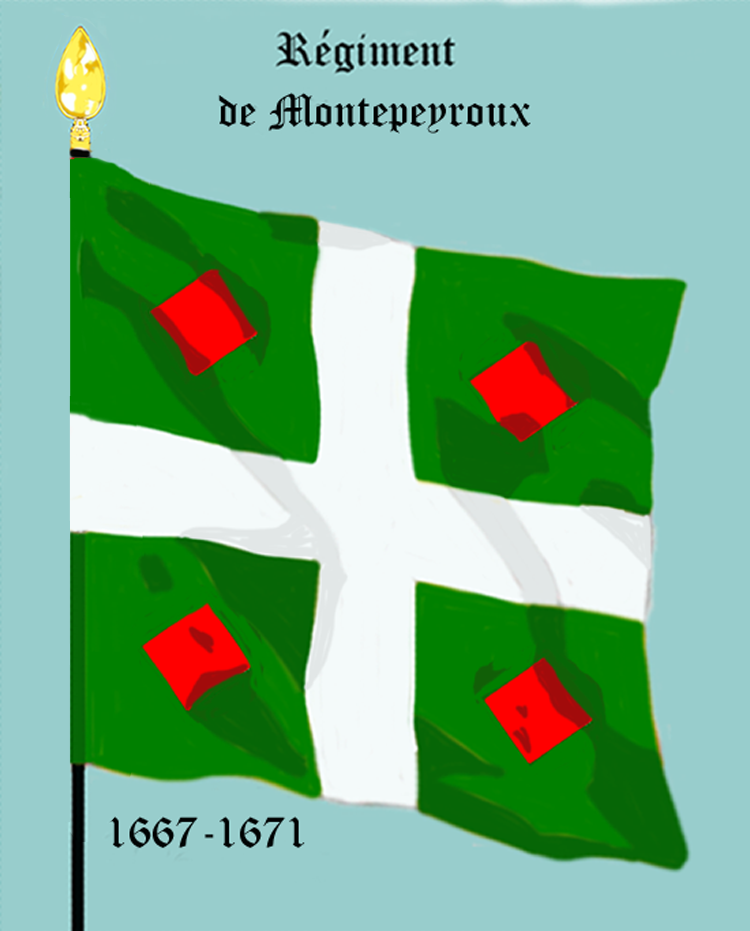
de 1667 à 1671

Le régiment est levé 20 novembre 1667 par Henri de Grégori des Gardies, vicomte de Montpeyroux, avec, semble t-il, une compagnie du régiment de Montpeyroux (1638-1667) comme noyau. Il prend en 1671 le titre de régiment de Rouergue.
- Régiment de Montpeyroux (1667-1671)
- de 1667 à 1671

- Régiment de Montpeyroux (1638-1667)

Le régiment est levé 21 décembre 1701 par N. de Grégori des Gardies, marquis de Montpeyroux. Engagé dans la guerre de Succession d'Espagne, il sert à l'armée d'Italie. Il prend le nom de régiment de Montarois après avoir été donné en 1702 à N, de Montarois
- Régiment de Montpezat

C'est l'ancien régiment de Calvisson, qui prend le nom de « régiment de Montpezat », après avoir été donné à Jean-François de Trémollet de Buccelli, marquis de Montpezat et qui est renommé régiment de Limousin en 1684.

Régiment de Montpezat
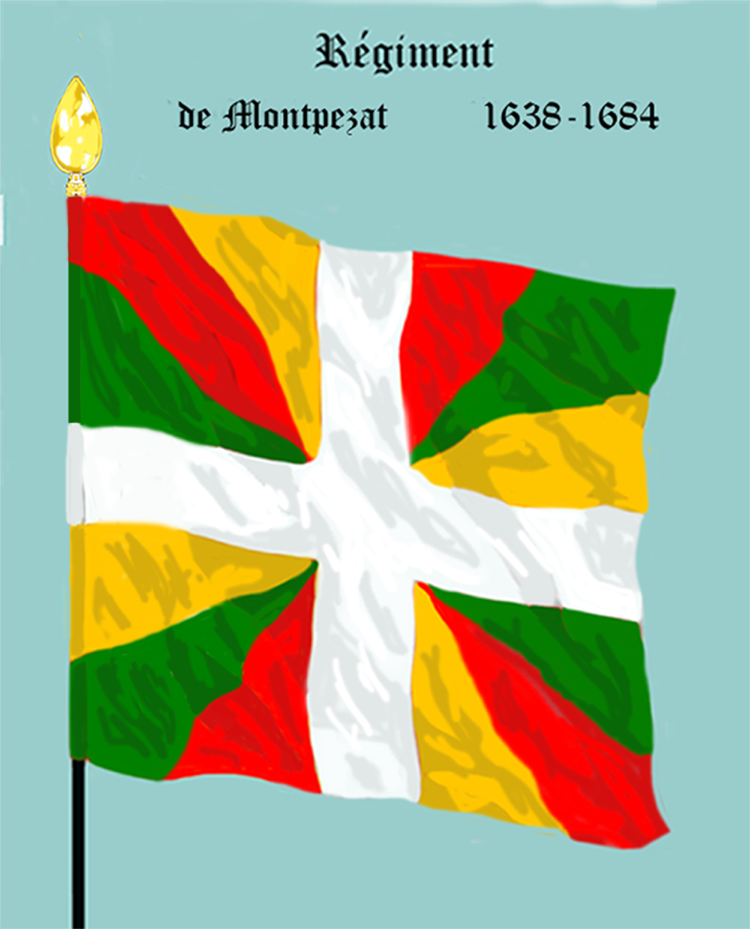
de 1638 à 1684

- Régiment de Montplaisir

Ce régiment est levé le 22 janvier 1596, dans le cadre de la huitième guerre de Religion par René de Bruc, marquis de Montplaisir. Il sert pour la réduction de Marseille puis il est licencié la même année.
- Régiment de Montpouillan

C'est l'ancien régiment de Tonneins, qui, après avoir été donné est à Armand de Caumont-La Force, marquis de Montpouillan et renommé « régiment de Montpouillan » le 15 avril 1644. Dans le cadre de la guerre de Trente Ans, il se trouve au siège de Roses et à la bataille de Llorens (ca) en 1645, au premier siège de Lérida en 1646 puis au second siège de Lérida en 1647, au siège de Tortose en 1648. Il rentre de Catalogne en 1651 et devient un régiment frondeur et le mestre de camp, est destitué par le Roi le 24 mars 1653. Rétabli dans ses fonctions le 31 mars suivant le mestre de camp et son régiment servent en Flandre sous le commandement de Turenne avec lequel ils setrouvent au siège de Landrecies en 1655. Le régiment est licencié le 20 juillet 1660.
- Régiment de Montréal (1620-1631)

Ce régiment est levé le 21 mai 1620, par Guillaume de Balazuc, baron de Montréal dans le cadre des Rébellions huguenotes. Il sert en Languedoc et est réformé le 14 février 1623. Rétabli le 3 avril 1628, dans le cadre de la guerre de Succession de Mantoue, il sert en Piémont et est licencié le 11 janvier 1631 après le traité de Cherasco.
- Régiment de Montréal (1788-1788)

C'est l'ancien régiment de Nassau-Siegen, qui est renommé « régiment de Montréal » après avoir été donné le 28 février 1788 à Jean Moneins, comte de Montréal. Par ordonnance du 17 mars 1788, le « régiment d'infanterie de Montréal » est constitué en un corps d'infanterie légère, sous le titre de chasseurs Cantabres.
- Régiment de Montreau

C'est l'ancien régiment de Villelongue, qui est renommé « régiment de Montreau » après avoir été donné en 1710 à N. de Montreau. Engagé dans la guerre de Succession d'Espagne il est incorporé le 1er janvier 1714 dans le régiment de Condé.

Régiment de Montrevel
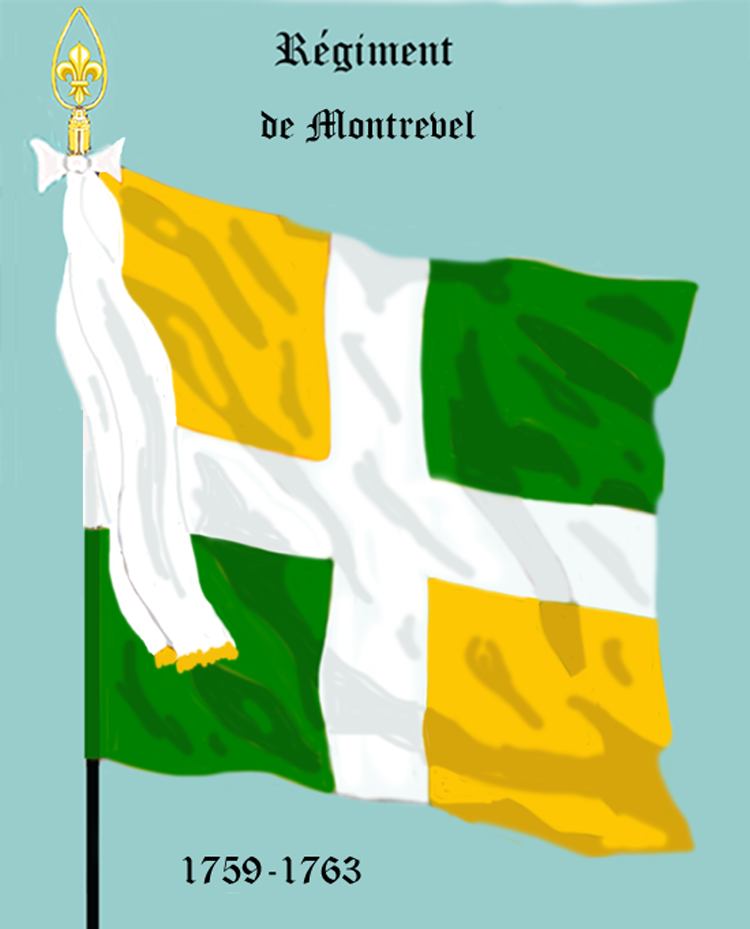
de 1759 à 1762

C'est l'ancien régiment de Rohan-Montbazon, qui est renommé « régiment de Montrevel » le 21 avril 1759 et qui prend le nom de régiment de Berry (1762-1788) le 10 avril 1762.
- Régiment de Montrevel
- de 1759 à 1762

- Régiment de Montroux 

Ce régiment italien est formé le 26 septembre 1690, par Philippe-Marie de Montroux, avec les soldats italiens des régiments piémontais cassés cette année (dont le régiment de La Marine de Piémont, le régiment d'Aoste, le régiment de Nice (1688-1690)) après la défection du duc de Savoie Victor-Amédée. Engagé dans la guerre de la Ligue d'Augsbourg, il est affecté à l'armée de Flandre, et participe au siège de Mons en 1691, à la prise d'Huy, à la bataille de Neerwinden, et au siège de Charleroi en 1693 et sert en Flandre jusqu'à la paix. Dans le cadre de la guerre de Succession d'Espagne il rejoint l'armée de Flandre en 1701, l'armée du Rhin en 1702 et sert au sièges de Kehl, de Brisach, de Landau, et à la bataille du Speyerbach en 1703 passe à l'armée de Bavière, et assiste à la bataille d'Höchstädt en 1704 retourne à l'armée de Flandre en 1705 avec laquelle il participe à la bataille de Ramillies en 1706, à la bataille d'Audenarde en 1708, à la bataille de Hondschoote, où, seul, il bat deux régiments d'infanterie et un régiment de cavalerie anglais, tue 200 hommes, en fait prisonniers 1 000 dont 2 colonels et 36 officiers, et enlève 8 drapeaux et 2 étendards, et à la bataille de Malplaquet en 1709 puis il est mis en garnison à Hesdin. Il est licencié le 15 juillet 1715.
- Régiment de Montsallez

Il est formé, par ordre du 28 septembre 1567, dans le cadre de la deuxième guerre de Religion, en Guyenne, par N. de Montsallez. Il est licencié le 8 août 1570 après la paix de Saint-Germain-en-Laye.

Régiment de Montsoreau (1692-1704)
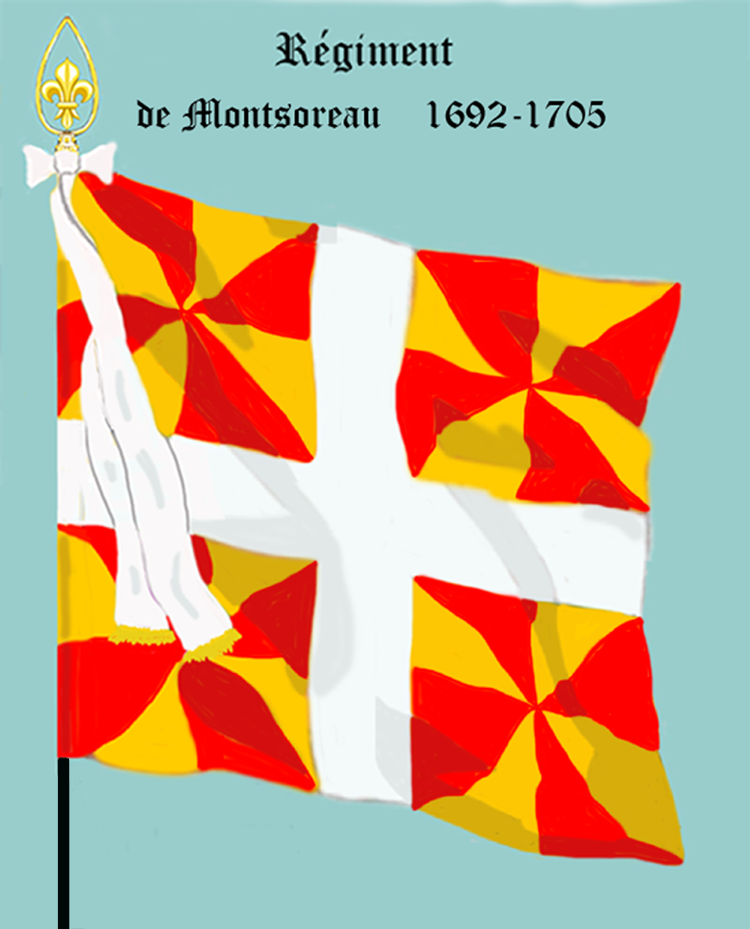
de 1692 à 1704

C'est l'ancien régiment de Plessis-Bellière, qui est renommé « régiment de Montsoreau » le 24 février 1692 et qui prend le nom de régiment de Vaudreuil (1704-1706) le 26 octobre 1704.
- Régiment de Montsoreau (1692-1704)
- de 1692 à 1704

- Régiment de Montsoreau (1706-1714)

Ce régiment est levé le 4 février 1706 par Louis-Vincent du Bouchet de Sourches, chevalier de Montsorreau. Engagé dans la guerre de Succession d'Espagne il sert dans les garnisons. Il est incorporé le 14 janvier 1714 dans le régiment de Touraine.
- Régiment de Montviel

C'est l'ancien régiment de Châteauneuf (1706-1709), qui est renommé « régiment de Montviel » le 1er octobre 1709 après avoir été donné à Jacques de Vassal, marquis de Montviel. Engagé dans la guerre de Succession d'Espagne, il participe à la bataille de Denain, aux sièges de Douai, du Quesnoy et de Bouchain en 1712, aux sièges de Landau et de Fribourg en 1713. Il est licencié le 13 décembre 1713.
- Régiment de Morangiès

C'est l'ancien régiment de Castries, qui est renommé « régiment de Morangiès » le 16 avril 1695 et qui prend le nom de régiment de Louvigny (1705-1711) le 2 août 1705.
- Régiment de Morat 

C'est un régiment protestant, levé en octobre 1567, dans le cadre de la deuxième guerre de Religion, par N. de Morat. L'unité rejoint le prince, Louis Ier de Bourbon-Condé, après la bataille de Saint-Denis. En 1568, il participe au siège de Chartres et est licencié le 8 août 1570 à la paix de Saint-Germain-en-Laye.
- Régiment de Moret

C'est l'ancien régiment de Bellebrune, qui, après avoir été donné Antoine du Bec-Crespin, comte de Moret est renommé « régiment de Moret » le 16 février 1658. Le mestre de camp ayant été tué le 13 août 1658 devant Gravelines, le régiment est licencié en décembre 1658.
- Régiment de Moreton

C'est l'ancien régiment de Lestranges (1702-1711), qui prend le nom de « régiment de Moreton » après avoir été donné à en 1711 à N. de Moreton. Engagé dans la guerre de Succession d'Espagne il est licencié le 15 août 1715.
- Régiment de Mornac

C'est l'ancien régiment de Chamilly, qui prend le nom de « régiment de Mornac » après avoir été donné le 13 juillet 1707 à Charles-Léon Boscal de Réals, comte de Mornac. Engagé dans la guerre de Succession d'Espagne, il sert dans les garnisons. Il est incorporé le 19 janvier 1714 dans le régiment de Lyonnais.
- Régiment de Morogues

C'est l'ancien régiment de Perthuis (1702-1708), qui est renommé « régiment de Morogues » après avoir été donné en 1708 à N. de Morogues. Engagé dans la guerre de Succession d'Espagne, il prend le nom de régiment du Bourg après avoir été donné en 1712 à N. du Bourg.
- Régiment de Mortemart

C'est l'ancien régiment de Thianges (1688-1702), qui est renommé « régiment de Mortemart » le 30 mars 1702 après avoir été donné à Louis de Rochechouart, duc de Mortemart. Dans le cadre de la guerre de Succession d'Espagne le régiment se trouve au siège de Nimègue et à la défense de Kaiserswerth en 1702 et au combat d'Ekeren en 1703. Il est affecté à l'armée de la Moselle en 1705, puis à l'armée du Rhin en 1707 avec laquelle il se trouve à la prise des lignes de Stolhofen et à la soumission du Palatinat. Il rejoint l'armée de Flandre en 1708 avec laquelle il participe à la bataille d'Audenarde puis à la bataille de Malplaquet en 1709, à la défense de Douai en 1710 et au combat d'Arleux en 1711. Il prend le nom de régiment de Laval après avoir été donné le 27 février 1712 à Guy-André de Montmorency, duc de Laval.

Régiment de Mortemart
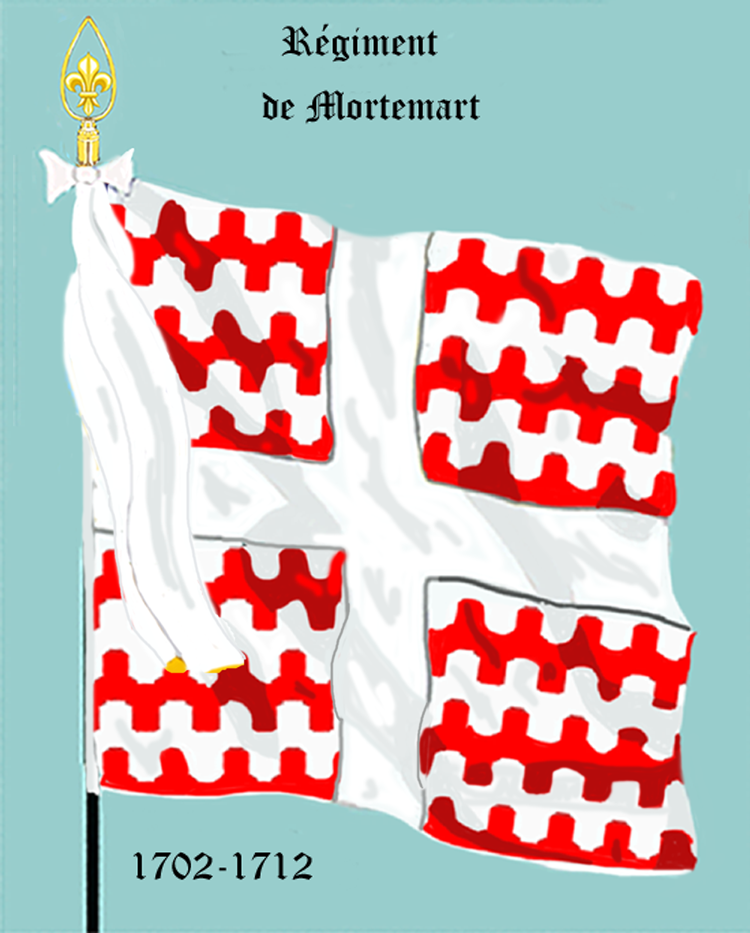
de 1702 à 1712

- Régiment de Moucha 

Ce régiment savoisien est levé le 7 juillet 1621 par M. de Moucha, dans le cadre de la répression organisée contre les Huguenots. Il sert en Dauphiné et est réformé le 14 février 1623. Rétabli en 1629 il sert dans l'armée de Savoie et est licencié après la campagne de 1630.
- Régiment de Mouchan

C'est l'ancien régiment de Baumelay, qui est renommé « régiment de Mouchan » après avoir été donné le 11 mai 1707 à Jean de Castillon, comte de Mouchan. Engagé dans la guerre de Succession d'Espagne il participe au siège de Tortose durant lequel le colonel est tué le 25 juin 1708. Il prend le nom de régiment de Damas (1708-1712) après avoir été donné le 10 juillet 1708 à Jean-Jacques, chevalier de Damas.

Régiment de Mouchan
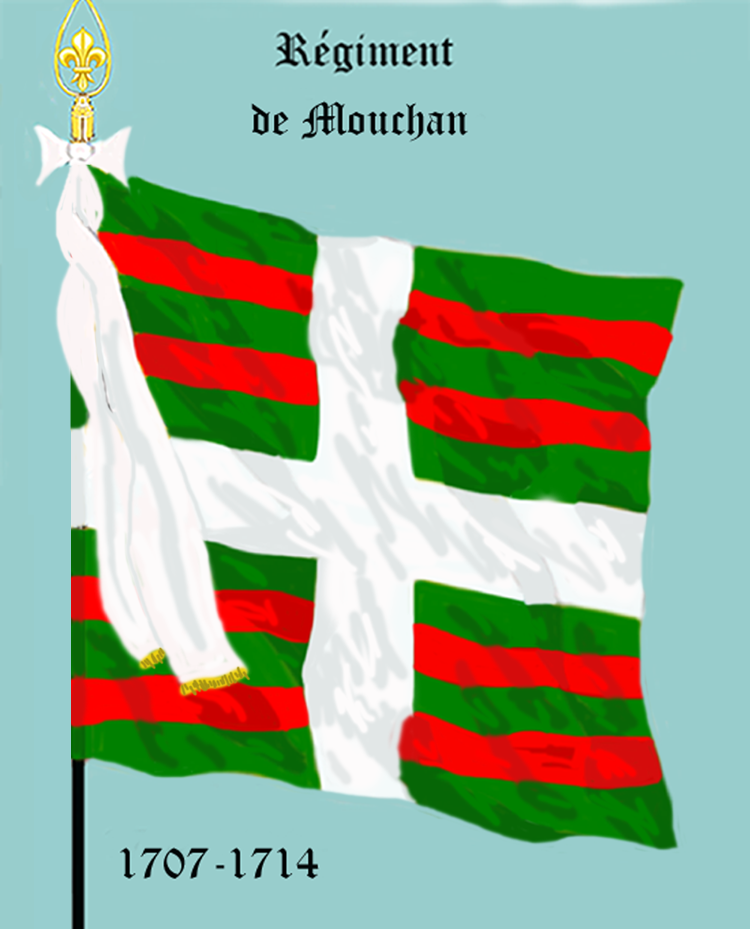
de 1707 à 1714

- Régiment de Mouchy

C'est l'ancien régiment de Cavoye, qui est renommé « régiment de Mouchy » le 30 mars 1702 après avoir été donné à N. de Noailles, comte de Mouchy. Engagé dans la guerre de la Ligue d'Augsbourg, il se trouve au siège d'Ath en 1697. Il est licencié le 30 mars 1698.
- Régiment de Moulins

C'est un régiment provincial qui est créé par ordonnance du 4 août 1771, en remplacement des milices provinciales. Ce régiment est formé des bataillons de Moulins et de Montluçon sous le commandement du marquis de Murat. Le régiment est supprimé par ordonnance du 15 décembre 1775 qui fait disparaître les troupes provinciales.
- Régiment de Mountcashel où Régiment de Montcassel

Ce régiment irlandais, commandé par le colonel Charles Mac-Carthy comte de Mountcashel, reconstitué à Cork passe au service de la France le 18 juin 1690 et est engagé dans la guerre de la Ligue d'Augsbourg. Il prend le nom de régiment de Leé (1694-1733) le 28 juillet 1694 après avoir été donné à André de Lée.

Régiment de Mountcashel
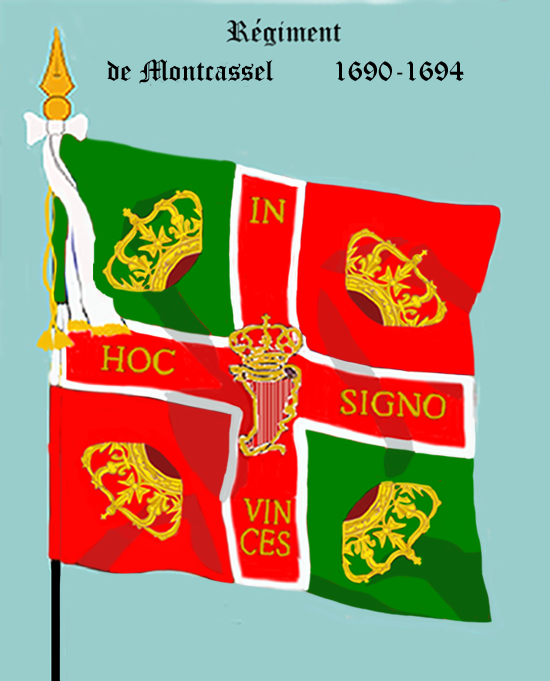
de 1690 à 1694

- Régiment de Moussolins

Le régiment est levé le 7 juillet 1621 par N. de Moussolins, dans le cadre de la répression organisée contre les Huguenots. Il participe au siège de Montauban et est licencié le 14 février 1623 après le traité de Montpellier.
- Régiment de Moustaros 

C'est l'ancien régiment de Senister, qui est renommé « régiment de Moustaros » en 1649 après avoir été donné à N. de Moustaros. Il participe à la guerre franco-espagnole et est licencié en 1650.
- Régiment de Mouvans 

C'est un régiment protestant, levé dans le Dauphiné en octobre 1567, dans le cadre de la deuxième guerre de Religion, par Paul vicomte de Mouvans. En 1568, après avoir participé au siège de Chartres, il est licencié le 13 mars 1568. Rétabli en septembre de la même année, le vicomte de Mouvans est tué en 1569 et son régiment est dispersé.
- Régiment de Mouy 

C'est un régiment protestant, levé en 1577, dans le cadre de la sixième guerre de Religion, par Isaac de Vaudray de Mouy. Il sert dans l'Aunis et est licencié le 17 septembre 1577. Rétabli en 1587 durant la huitième guerre de Religion, il est dispersé la même annéeaux batailles de Vimory et d'Auneau.
* Régiment de Muns
Le régiment est organisé le 29 mai 1569, avec une fraction du régiment de Brissac (1567-1569), après la mort de son colonel, Timoléon de Cossé, comte de Brissac, avec à sa tête Claude d'Asteaud de Muns. Il est donné la même année à N. de Gohas jeune, et devient le régiment de Gohas.
- Régiment de Muralt

C'est l'ancien régiment de Lochmann (1752-1777), qui est renommé « régiment de Muralt » après avoir été donné en 1777. En 1783, il prend le nom de régiment de Steiner.

Régiment de Muralt
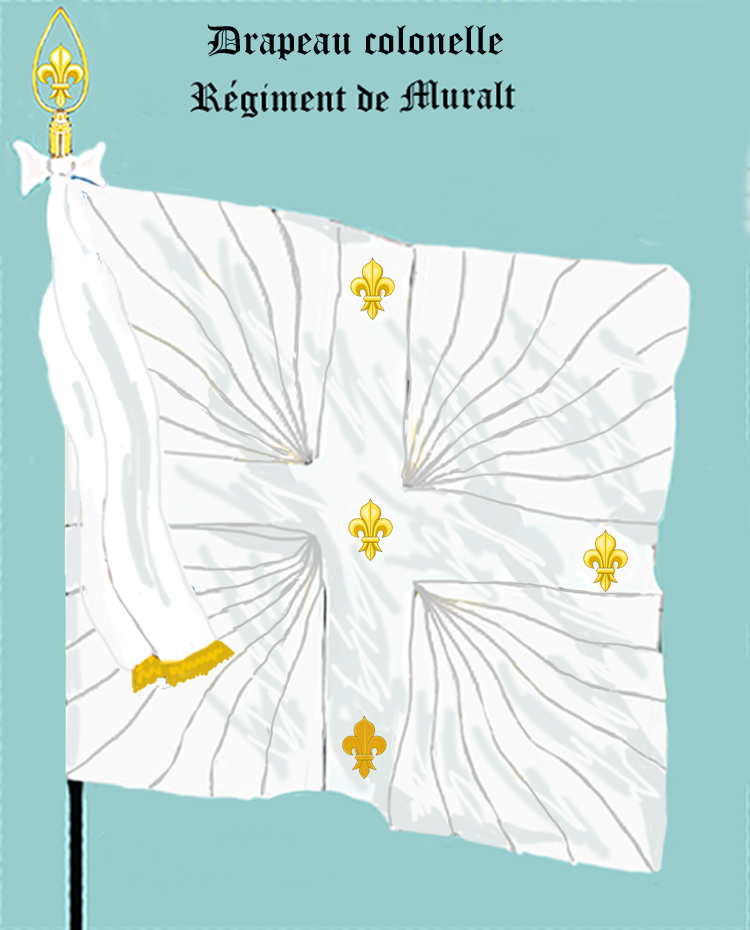
drapeau Colonel de 1777 à 1782
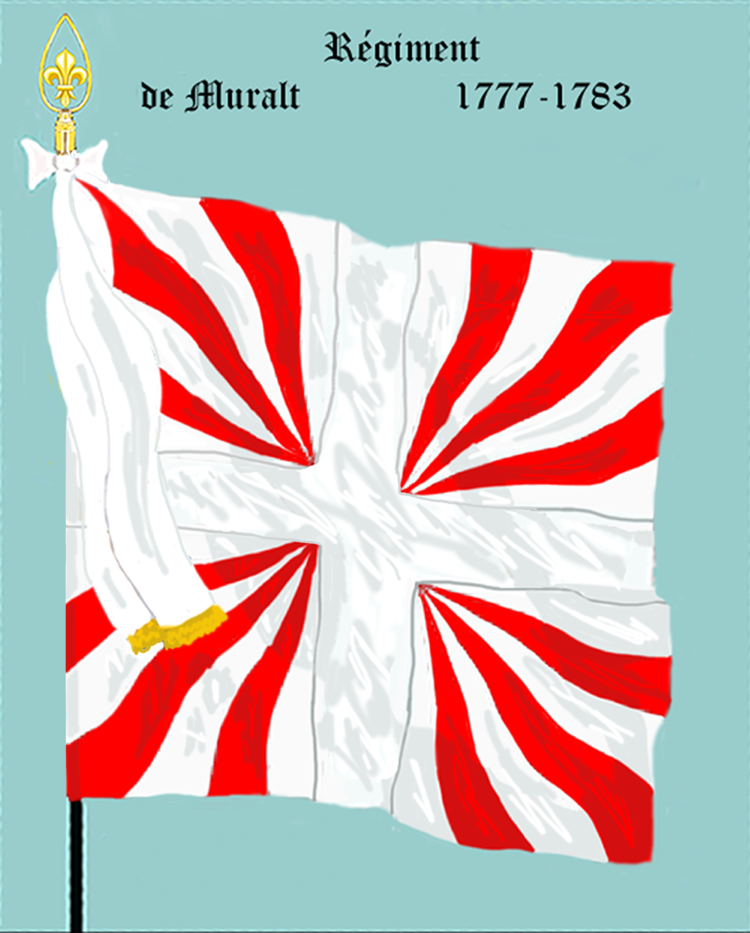
de 1777 à 1782

- Régiment de Murat

C'est l'ancien régiment de Choiseul (1702-1705), qui est renommé « régiment de Murat » après avoir été donné en 1705 à N. de Murat. Engagé dans la guerre de Succession d'Espagne il reste dans les garnisons et est licencié en 1714 après la paix.
- Régiment de Murviel

Ce régiment est levé le 5 août 1637, dans le cadre de la guerre franco-espagnole, par N. baron de Murviel. Il participe au secours de Leucate. Le régiment est licencié après la campagne.
- Régiment de Muskerry 

Ce régiment irlandais, est levé le 18 juin 1647, par lord Muskerry (en) pour participer à la guerre franco-espagnole. Affecté à l'armée de Flandre, il se trouve au siège de Landrecies en 1655, et au siège de Condé en 1656. En juillet 1655, il reçoit le renfort du régiment de Buttler qui lui est incorporé. Le régiment est licencié en 1662.